# Wayne Rooney
Wayne Mark Rooney (Croxteth, Liverpool, 24 de octubre de 1985) es un exfutbolista y entrenador británico que jugaba en la posición de delantero. Desde diciembre de 2024 está sin club.
Inició su carrera deportiva en el Everton, después de unirse a sus categorías inferiores a la edad de 10 años. Debutó profesionalmente en 2002 después de su ascenso al primer equipo.
Tras permanecer durante dos temporadas con los «blues» fue transferido al Manchester United por 25,6 millones de libras, en el verano de 2004, donde obtuvo trece títulos a nivel nacional (cinco Premier League, una FA Cup, tres Copas de la Liga de Inglaterra y cuatro Community Shield) y tres a nivel internacional (una Liga de Campeones de la UEFA, una Liga Europa de la UEFA y una Copa Mundial de Clubes de la FIFA). Además posee el récord de ser el futbolista con la mayor cantidad de goles anotados con la camiseta del Manchester con 253 tantos.
Es con 183 goles en la Premier League, el tercer máximo anotador en un solo club, detrás de Harry Kane (194 goles para el Tottenham Hotspur) y de Sergio Agüero (184 goles para el Manchester City). Los 208 goles de Rooney en la Premier League lo convierten en el segundo máximo goleador de la Premier League de todos los tiempos. También tiene el tercer mayor número de asistencias en la Premier League, con 103.
Con la selección de fútbol de Inglaterra participó en tres Copas del Mundo (2006, 2010 y 2014) y en tres ediciones de la Eurocopa; en 2004 (donde se convirtió en el futbolista más joven en marcar un gol en dicha competición), en 2012 y 2016. Hizo su debut internacional absoluto en febrero de 2003, a los 17 años, y es el goleador más joven de la historia de Inglaterra. Con 53 goles en 120 partidos internacionales, es el segundo jugador inglés con más partidos internacionales (detrás de Peter Shilton) y segundo máximo goleador de todos los tiempos detrás de Harry Kane.
A lo largo de su carrera también obtuvo diversos títulos individuales, fue elegido Jugador del Año de Inglaterra cuatro veces, jugador del año de la PFA, futbolista del año de la FWA en la temporada 2009-10, jugador del mes de la Premier League cinco veces y jugador joven del año. Ganó el premio al gol de la temporada por la encuesta Match of the Day de la BBC en tres ocasiones. Su gol en febrero de 2011 contra el Manchester City, obtuvo el premio al Mejor Gol en los Premios 20 temporadas de la Premier League. Así mismo obtuvo el Trofeo Bravo, el Premio Sir Matt Busby entre otros.

## Trayectoria como futbolista

### Clubes

#### Everton F. C.
Wayne Rooney comenzó a practicar fútbol en el Liverpool Schoolboys y en The Dynamo Brownwings. Con nueve años, marcó setenta y dos goles en la categoría infantil del Liverpool, y noventa y nueve en los torneos del colegio. Viendo su rendimiento, un ojeador del Everton F. C. lo fichó para las categorías inferiores del club, al que arribó en 1996. En su debut en la categoría alevín anotó ciento catorce goles en veintinueve partidos, y con solo 15 años ya jugaba en la categoría juvenil. En el año 2002 el equipo juvenil del Everton llegó hasta la final de la FA Cup Juvenil, en la que Rooney marcó el único gol de su equipo en la final perdida ante el Aston Villa. Ese mismo año fue ascendido al primer equipo y su debut en la Premier League se produjo el 17 de agosto de 2002 en un encuentro ante el Tottenham Hotspur que finalizó con marcador de 2:2.
El 19 de octubre de ese mismo año, cinco días antes de cumplir 17 años, anotó su primer gol como futbolista profesional en la victoria de su equipo por 2:1 sobre el Arsenal F. C., terminando con una racha de treinta encuentros sin derrotas del club londinense, convirtiéndose en el futbolista más joven en anotar un gol en la Premier League, (récord que fue superado en dos ocasiones, primero por James Milner y luego por James Vaughan). En su primera temporada con el Everton disputó treinta y tres encuentros y anotó seis goles en la liga. También participó en la Copa de la Liga de Inglaterra, en la cual marcó dos goles en la segunda ronda ante el Wrexham F. C., y en la derrota de su equipo por 2:1 ante el Shrewsbury Town en la tercera fase de la FA Cup. Al finalizar la temporada recibió el premio al Deportista Joven del Año entregado por la BBC.
En la temporada 2003-04, anotó nueve goles en treinta y cuatro encuentros de la liga. Sin embargo, al Everton no le fue nada bien en el torneo, finalizó en el 17.º puesto con treinta y nueve puntos producto de nueve victorias, doce empates y diecisiete derrotas, a solo seis puntos del descenso. En la FA Cup se enfrentaron en la tercera ronda al Norwich City venciéndolo por 3:1, en la siguiente fase empataron 1:1 con el Fulham F. C., por lo que se disputó un encuentro extra en el que el Everton cayó derrotado por 2:1 en condición de visitante. Mientras que en la Copa de la Liga de Inglaterra, tras haber derrotado previamente al Stockport County 3:0, y al Charlton Athletic 1:0, avanzaron hasta los octavos de final siendo eliminados por el Middlesbrough F. C. 5:4 en definición por penales.
Al final de la temporada, Rooney, alegando la incapacidad del Everton para obtener un cupo para participar en una competición europea, solicitó su traspaso a otro club, que le fue negado por el Everton. Ante esta situación, en agosto de 2004 Rooney rechazó una oferta realizada por su club para renovar su contrato por cinco años más, dejando abierta la posibilidad de fichar por otro equipo. El diario The Times informó que estaba cerca de ser transferido al Newcastle United por 18,5 millones de libras, según lo confirmado por el agente de Rooney; pero a finales del mes el Manchester United llegó a un acuerdo con el Everton para fichar al futbolista por 25,6 millones de libras, convirtiéndose en el fichaje más caro en la historia del fútbol británico para un futbolista menor de 20 años, y el más caro del mercado de verano europeo de 2004, por encima de otros traspasos sonados de aquel año como fueron los de Didier Drogba al Chelsea o Samuel Eto'o al Barcelona.

#### Manchester United

##### 2004-05 — 2006-07
El debut de Rooney con su nuevo club se produjo el 28 de septiembre de 2004, anotando un hat-trick en la victoria por 6:2 sobre el Fenerbahçe en la segunda jornada de la fase de grupos de la Liga de Campeones de la UEFA 2004-05. Finalmente el Manchester United ocupó el segundo lugar de su grupo con once puntos, avanzando a los octavos de final, siendo eliminados por el A. C. Milan por marcador global de 2:0. En su primera campaña con el Manchester United anotó once goles en veintinueve encuentros en la Premier League, finalizando en la cuarta posición con setenta y siete puntos.

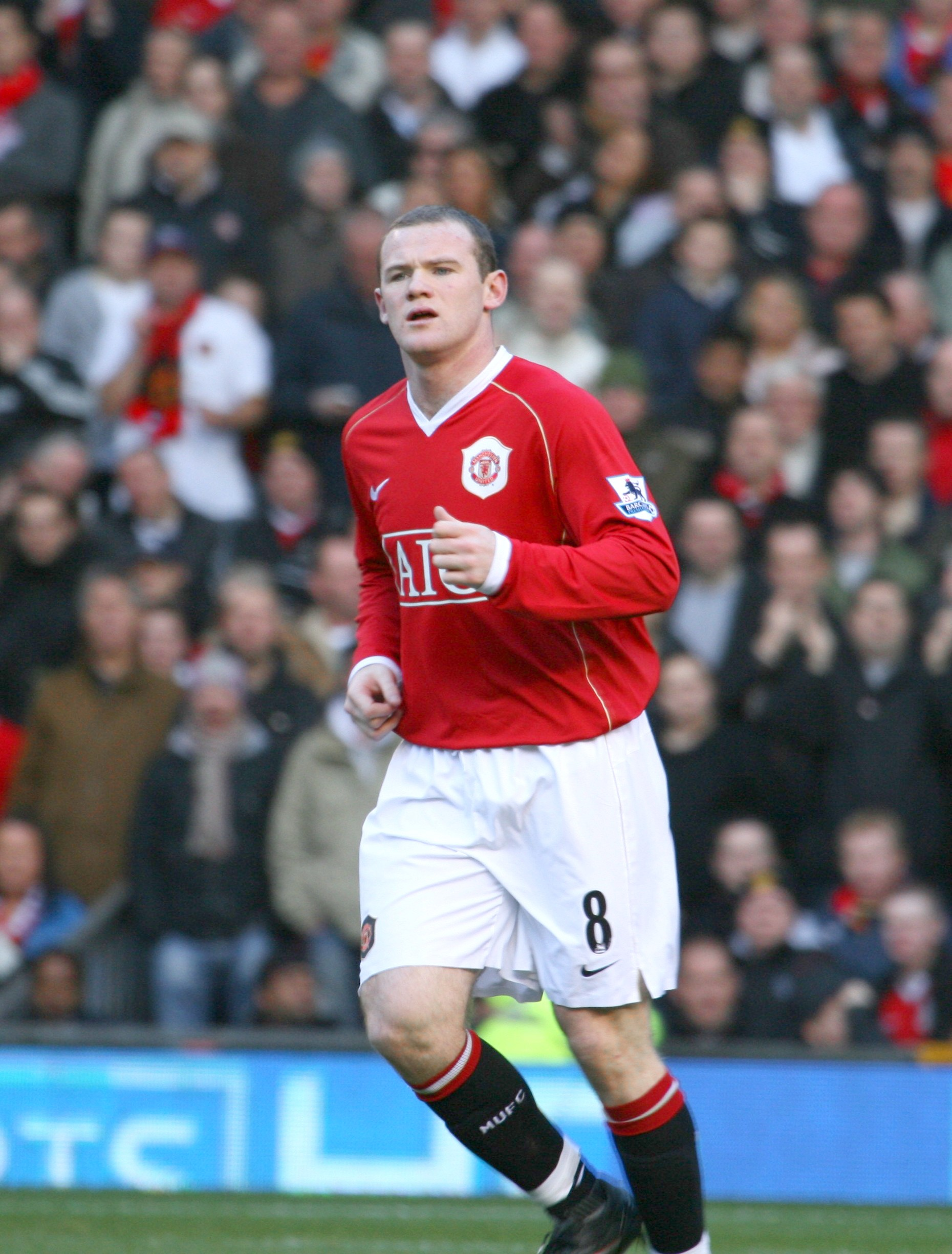
Rooney disputando un encuentro con el Manchester United en 2006.

En la FA Cup se enfrentaron en la tercera ronda al Exeter City derrotándolo por 2:0 con un gol anotado por Rooney, en la siguiente fase marcó dos goles más en la victoria por 3:0 sobre el Middlesbrough, luego se enfrentaron a su exequipo venciéndolo por 2:0. Seguidamente eliminaron al Southampton por 4:0 y al Newcastle United por 4:1, avanzando hasta la final siendo derrotados por el Arsenal por 5:4 en definición por penales. En la temporada 2005-06, obtuvo su primer título con el Manchester, la Copa de la Liga de Inglaterra luego de vencer en las rondas previas a equipos como el Barnet, West Bromwich Albion, Birmingham City, Blackburn Rovers, y en la final al Wigan Athletic por marcador de 4:0 con dos goles anotados por Wayne.
En la liga obtuvieron el subcampeonato tras finalizar en la segunda posición con ochenta y tres puntos a siete del primer lugar, mientras que en la Liga de Campeones fueron eliminados en la primera fase tras conseguir una sola victoria (2:1 sobre el Benfica) en seis encuentros. Durante la primera mitad de la temporada 2006-07, Rooney puso fin a una racha de diez partidos sin marcar goles, anotando un triplete en la victoria por 4:0 sobre el Bolton Wanderers, y al mes siguiente renovó su contrato por dos años más con el Manchester.
En total disputó treinta y cinco encuentros y anotó catorce goles contribuyendo a que su equipo obtuviera el título de la Premier League tras veintiocho victorias, cinco empates y cinco derrotas; y al subcampeonato en la FA Cup al ser derrotados en la final 1:0 por el Chelsea. En la Copa de la Liga, fueron sorprendentemente eliminados en la cuarta ronda tras caer 1:0 ante el Southend United de la Football League Championship. En la Liga de Campeones de esa misma temporada, avanzaron hasta las semifinales, siendo eliminados por el A. C. Milan (victoria 3:2 y derrota 3:0), en dicha competición marcó cuatro goles, incluyendo una tripleta ante la Roma en los cuartos de final.

##### 2007-08 — 2009-10

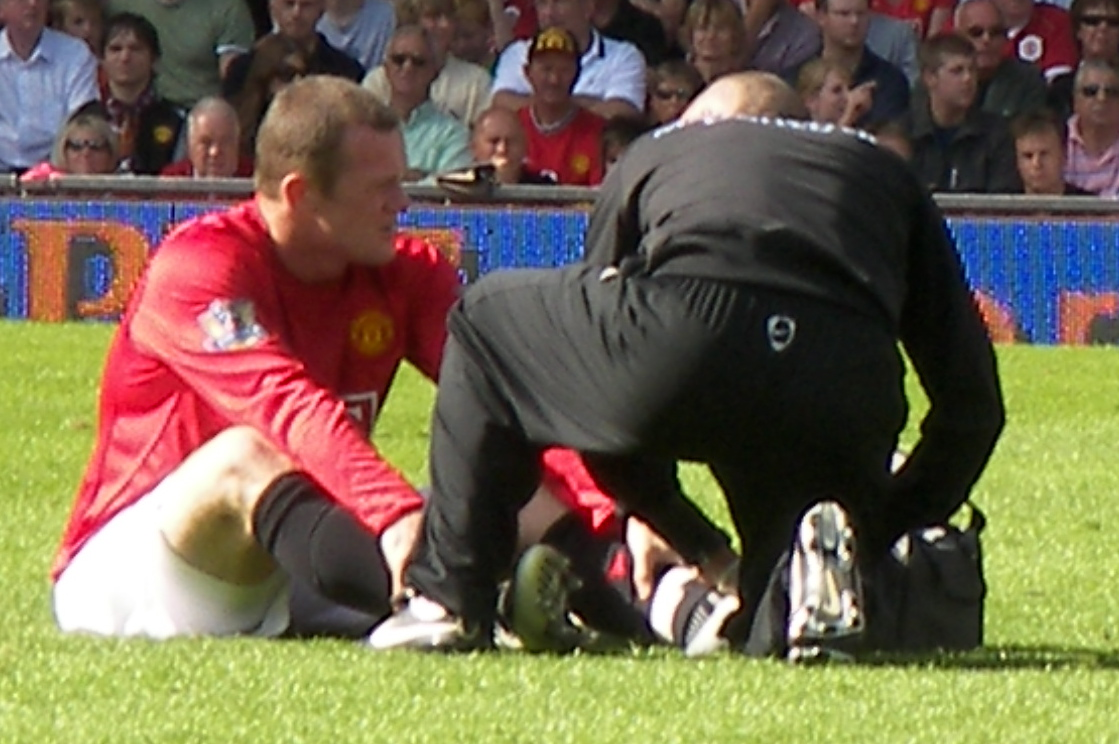
Rooney siendo atendido después de lesionarse.

El 12 de agosto de 2007, durante la primera fecha de la temporada 2007-08 sufrió una leve fractura del pie izquierdo, después de haber estado alejado de las canchas durante seis semanas hizo su regreso al club el 2 de octubre anotando el gol de la victoria sobre la A. S. Roma en la primera fase de la Liga de Campeones de la UEFA 2007-08. Sin embargo, el 9 de noviembre, dos semanas después de su regreso se lesionó el tobillo durante una sesión de entrenamiento. Durante esta misma temporada, el Manchester revalidó su título obtenido en la campaña anterior en la Premier League con ochenta y siete puntos, mientras que en la Liga de Campeones finalizó en el primer lugar de su grupo con dieciséis puntos, avanzando hasta los octavos de final donde vencieron por marcador global de 2:1 al Olympique de Lyon de Francia.
En la siguiente fase se enfrentaron nuevamente ante la Roma a la que derrotaron 2:0 en el encuentro de ida con un gol anotado por Rooney y 1:0 en el encuentro de vuelta, luego superaron por 1:0 al F. C. Barcelona de España, y finalmente obtuvieron su tercera Liga de Campeones en la historia al derrotar en la final al Chelsea por 6:5 en tanda de penales. El Manchester United inició la temporada 2008-09 logrando el título de la Community Shield luego de vencer 3:1 al Portsmouth, aunque sin Rooney en el campo de juego. El 4 de octubre de 2008 durante la victoria del Manchester 2:0 sobre el Blackburn Rovers, Rooney se convirtió en el futbolista más joven en disputar 200 encuentros en la Premier League. En diciembre de ese mismo año el Manchester participó en la Copa Mundial de Clubes de la FIFA en que a la postre resultó campeón al derrotar 5:3 al Gamba Osaka de Japón y 1:0 a la Liga Deportiva Universitaria de Ecuador, Rooney finalizó como el goleador del torneo al anotar tres goles, además fue nombrado como el mejor futbolista del campeonato.

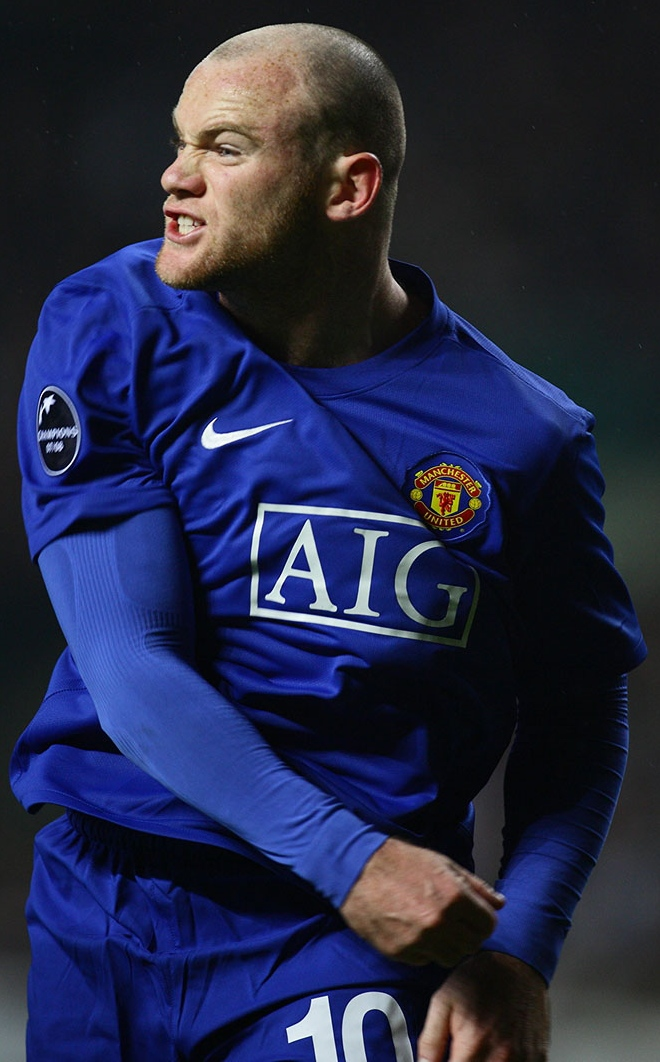
Wayne Rooney celebrando tras anotar un gol en la Liga de Campeones 2008-09.

A nivel local los «red devils» lograron el doblete, obtuvieron los títulos de la liga con noventa puntos, y la Copa de la Liga de Inglaterra venciendo en la final al Tottenham Hotspur por 4:1. El 9 de agosto de 2009, marcó en el minuto 90 el gol del empate 2:2 ante el Chelsea por la Community Shield, obligando a que se definiera al campeón mediante el lanzamiento de tiros penales, venciendo el equipo londinense por 4:1. El 22 de agosto de 2009, anotó dos goles en la victoria del Manchester por 5:0 sobre el Wigan Athletic, convirtiéndose en el vigésimo futbolista en anotar 100 goles para el club. En 2009, ganó $18 millones, incluyendo patrocinios. A causa de eso, fue el octavo futbolista mejor pagado del mundo. El 23 de enero de 2010, anotó por primera vez en su carrera cuatro goles en un mismo encuentro, este logro se dio en la victoria por 4:0 sobre el Hull City, tres de los goles fueron en los últimos diez minutos del encuentro.
El 31 de enero, el Manchester venció 3:1 al Arsenal por primera vez en el Emirates Stadium, en este encuentro Rooney marcó su centésimo gol en la Premier League. En la Liga de Campeones de la UEFA solo disputó tres encuentros de la fase de grupos (victorias 1:0 y 2:1 ante el Beşiktaş y Wolfsburgo respectivamente y empate 3:3 ante el C. S. K. A. Moscú). Sus primeros goles en la competición continental los anotó en el encuentro de ida de los octavos de final ante el A. C. Milan y dos semanas más tarde volvió a anotar dos goles ante el mismo rival. El 28 de febrero, los «red devils» consiguieron su único título de la temporada, la Copa de la Liga luego de vencer en la final al Aston Villa por 2:1 con una anotación de Wayne al minuto 74.
El 30 de marzo, durante la derrota del United en el encuentro de ida de los cuartos de final de la Liga de Campeones contra el Bayern de Múnich en el Allianz Arena, Rooney se torció el tobillo en los últimos minutos del partido. Se temía que había sufrido una grave lesión en los ligamentos o incluso una fractura de tobillo, sin embargo, unos días después se anunció que la lesión era solo un leve daño en los ligamentos y que estaría fuera de actividad por dos o tres semanas, y que no podría estar presente en los encuentros decisivos ante el Chelsea por la liga y ante el Bayern en la vuelta. La alineación titular del Manchester para el encuentro de vuelta ante los alemanes causó una enorme sorpresa al ver a Rooney incluido dentro del once titular. A pesar de contar con una ventaja de tres goles el Manchester no logró mantener el resultado y recibió dos anotaciones en contra. Rooney tuvo que ser sustituido en el minuto 55 al recibir nuevamente un golpe en el tobillo. La victoria sobre los «bávaros» no les alcanzó para avanzar a la siguiente fase debido a la regla del gol de visitante.

##### 2010-11 — 2012-13

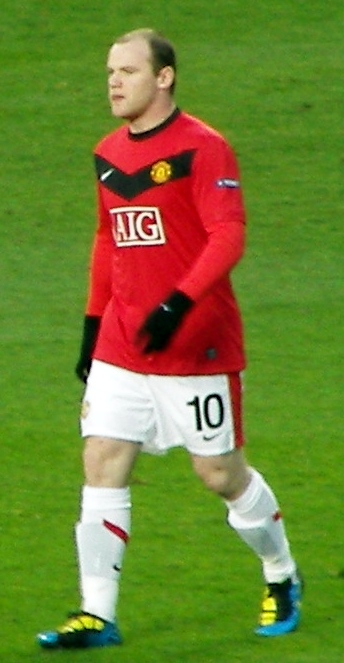
Rooney durante un partido en 2010.

El 8 de agosto de 2010 obtuvo su tercera copa de la Community Shield gracias a la victoria de su club por 3:1 sobre el Chelsea en el Estadio de Wembley, en el encuentro Rooney inició como titular, pero fue sustituido por Dimitar Berbatov al minuto 46. Su primer gol de la temporada 2010-11 lo marcó de tiro penal el 28 de agosto en el triunfo por 3:0 ante el West Ham United. El 20 de octubre expresó su deseo de abandonar el club dado que no le habían podido dar las garantías que pedía sobre el futuro de la plantilla y su capacidad para atraer a los mejores futbolistas del mundo. A pesar de esto, el 22 de octubre después de conversaciones con el técnico Alex Ferguson y los propietarios del club, firmó un nuevo contrato por cinco años.
Hizo su regreso al primer equipo como suplente el 20 de noviembre ante el Wigan Athletic. Cuatro días más tarde regresó a la alineación titular y anotó un gol de penal para derrotar al Rangers F. C. por 1:0 en la penúltima jornada de la fase de grupos de la Liga de Campeones de la UEFA 2010-11. El 12 de febrero de 2011, durante el derbi de Mánchester anotó un gol de volea en el minuto 78 para logar la victoria por 2:1 sobre el Manchester City. Tras el encuentro, Wayne declaró que ese había sido el mejor gol de su carrera, asimismo Alex Ferguson describió la anotación como el mejor gol del que ha sido testigo en Old Trafford.
El 2 de abril anotó su primer hat-trick de la temporada en la victoria por marcador de 4:2 ante el West Ham United. Este fue su quinto triplete desde su llegada a los «red devils», mientras que la segunda anotación fue su centésimo gol en la Premier League con el club. Convirtiéndose en el tercer futbolista del Manchester United en anotar 100 goles en la liga, uniéndose a Ryan Giggs y Paul Scholes. Durante la celebración de Rooney tras su tercer gol, se acercó hacia una cámara de televisión y comenzó a gritar insultos, tras estos hechos la Asociación Inglesa de Fútbol lo sancionó con dos encuentros de suspensión por su actitud grosera y uso de lenguaje ofensivo, perdiéndose el encuentro de las semifinales de la FA Cup 2010-11 ante el Manchester City, en el cual fueron eliminados de la competición al caer por 1:0. Su último gol en la liga doméstica lo marcó el 14 de mayo de 2011 en el empate 1:1 ante Blackburn Rovers en Ewood Park, en el penúltimo encuentro de la temporada consiguiendo de esta manera su cuarto título de Premier League y el decimonoveno del club.
En la Liga de Campeones disputó nueve encuentros y anotó cuatro goles, finalmente el United fue el subcampeón del torneo tras ser derrotados en la final por el F. C. Barcelona. La siguiente temporada, el Manchester la inició ganando el título de la Community Shield al derrotar por marcador de 3:2 a su rival de ciudad, el Manchester City en el Estadio de Wembley. En las copas nacionales disputó dos encuentros y marcó dos goles ante el City en los trentaidosavos de final de la FA Cup 2011-12. En la liga inglesa anotó veintisiete goles en treinta y cuatro encuentros, finalizando su equipo en la segunda posición con ochenta y nueve puntos tras veintiocho victorias, cinco empates y cinco derrotas, la misma cantidad de puntos del Manchester City, pero con una peor diferencia de goles.
En la Liga de Campeones de la UEFA 2011-12 estuvo presente en cuatro encuentros de la primera fase, aunque fueron eliminados tras finalizar en la tercera posición en su grupo. Esa misma temporada disputó la Liga Europa de la UEFA avanzando hasta los octavos de final tras haber eliminado en la ronda anterior al Ajax de Ámsterdam. A pesar de ser alineado como titular en el primer partido de la temporada 2012-13 ante el Everton, se quedó en el banquillo de suplentes en el siguiente encuentro ante el Fulham. Ingresó en el minuto 68 en sustitución de Shinji Kagawa y sufrió una lesión en su pierna derecha por lo que estuvo fuera de acción por cuatro semanas. Regresó al campo de juego el 29 de septiembre en la derrota por 3:2 ante el Tottenham Hotspur. Tres días después, en el primer partido de la Liga de Campeones de la UEFA asistió a Robin van Persie para que marcara el 2:1 definitivo sobre el Cluj de Rumania. Anotó sus dos primeros goles de la campaña el 20 de octubre en la victoria por de 2:0 sobre el Stoke City. Con estas dos anotaciones, llegó a los 200 goles a nivel de clubes.

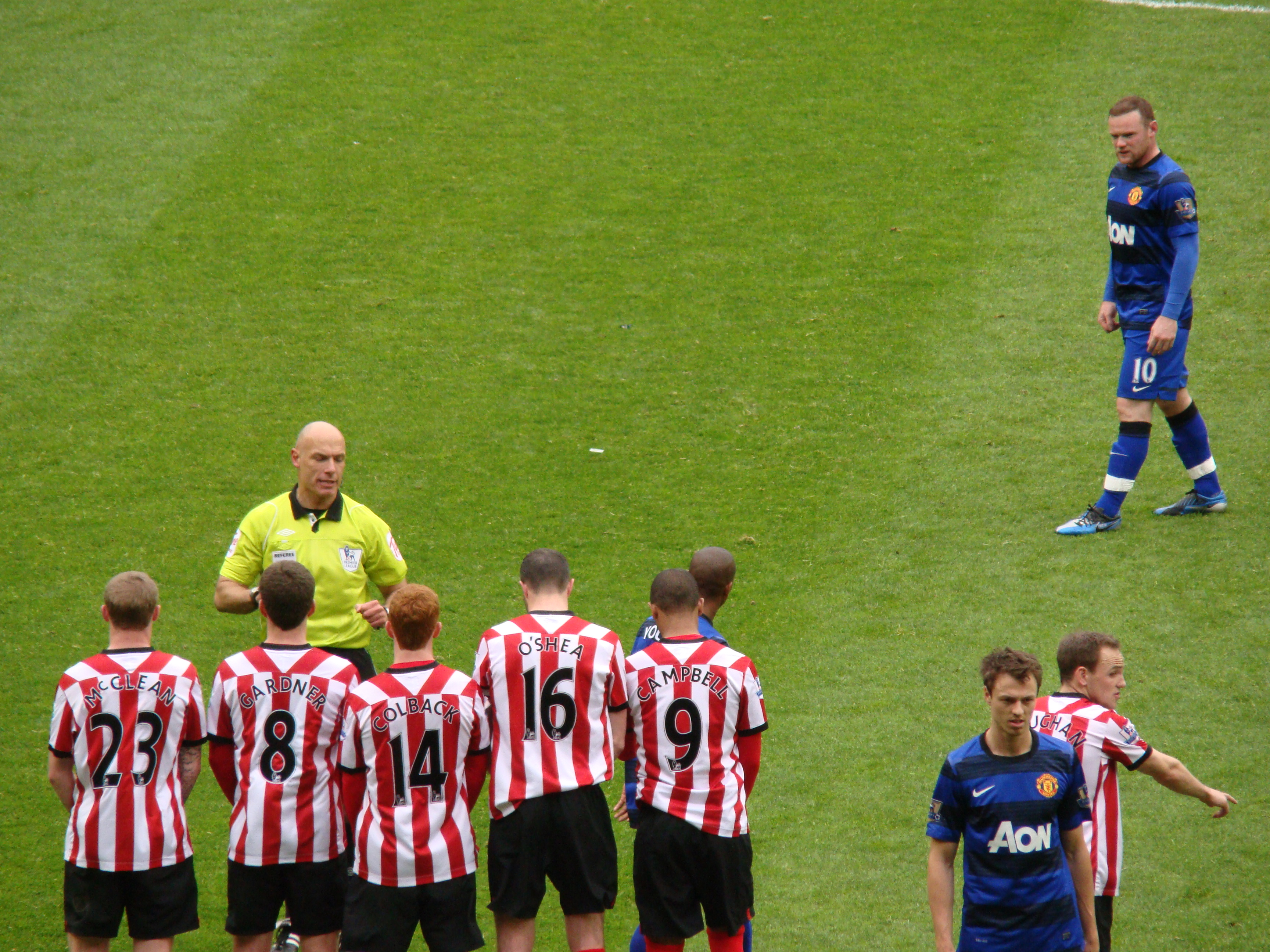
Rooney preparándose para ejecutar un tiro libre ante el Sunderland Association.

El 7 de noviembre, anotó su primer gol en la Liga de Campeones, marcando un penalti en la victoria por 3:1 ante el Sporting Braga. Un mes después, marcó dos goles en el empate 2:2 ante el Manchester City, convirtiéndose en el máximo goleador de su club en el derbi de la ciudad de Mánchester. El 22 de abril de 2013, los «red devils» obtuvieron el título de la liga luego de vencer por 3:0 al Aston Villa. En la FA Cup y en la Copa de la Liga de Inglaterra avanzaron hasta los cuartos y octavos de final respectivamente, mientras que en la Liga de Campeones fueron eliminados en los octavos de final por el Real Madrid.
El 13 de mayo de 2013, día del último partido de Alex Ferguson dirigiendo al Manchester United antes de jubilarse, Wayne solicitó ser traspasado al conocer que el sustituto de Ferguson sería David Moyes, el entrenador que le hizo debutar en el Everton. Rooney tenía una mala relación con Moyes desde el momento en que este le dificultó su salida del Everton para fichar por otro club. El 5 de julio, el nuevo técnico del United, anunció que Rooney no estaba en venta, después de que varios medios de comunicación especularan que el Chelsea, Arsenal, Real Madrid y Paris Saint-Germain se encontraban entre los clubes que buscaban ficharlo. El 17 de julio, el Chelsea confirmó que había hecho una oferta por alrededor de 20 millones de euros, sin embargo, fue rechazada por el Manchester.

##### 2013-14 — 2016-17
Anotó su primer gol de la temporada 2013-14 con un tiro libre en la victoria por 2:0 contra el Crystal Palace. El 17 de septiembre, marcó dos goles en la victoria por 4:2 sobre el Bayer Leverkusen en la Liga de Campeones, marcando su gol número 200 con la camiseta de los «red devils». En el mes de febrero de 2014, firmó una extensión de su contrato hasta el año 2019. El 22 de marzo, marcó dos goles contra el West Ham United, convirtiéndose en el tercer futbolista con más goles en la historia del club. Wayne terminó el campeonato con un total de diecisiete goles en veintinueve partidos, además estuvo presente en dos encuentros más de la Copa de la Liga de Inglaterra donde fueron eliminados en la semifinal por el Sunderland Association.
Luego de la partida de Nemanja Vidić del Manchester United, Rooney fue nombrado por el nuevo técnico del club Louis van Gaal como capitán del equipo antes del inicio de la temporada 2014-15. El 16 de agosto, durante el primer partido de la liga anotó un gol tras realizar una bicicleta para igualar el marcador momentáneamente por 1:1 contra el Swansea City, aunque finalmente el Manchester perdió por 2:1. El 27 de septiembre, se convirtió en el tercer máximo goleador histórico de la Premier League después de anotar un gol en la victoria por 2:1 contra el West Ham United. En ese mismo encuentro, fue expulsado por cometer una falta sobre Stewart Downing y recibió una suspensión de tres partidos.
El 22 de noviembre, anotó un gol en la victoria por 2:1 contra el Arsenal, ésta fue la primera victoria de su club en condición de local durante la temporada. El 16 de febrero de 2015, durante un partido de la quinta ronda de la FA Cup contra el Preston North End, marcó un gol de penal en el minuto 89 para decretar la victoria por 3:1 y así avanzar a la siguiente ronda. Fue su primer gol en 2015, poniendo fin a una racha de nueve partidos sin marcar goles. El 28 de febrero de 2015, marcó un doblete ante el Sunderland, convirtiéndose así en el primer futbolista en anotar más de diez goles en once temporadas consecutivas. Finalmente el Manchester United culminó en el cuarto lugar con setenta puntos. En la FA Cup y en la Copa de la Liga de Inglaterra avanzaron hasta la sexta y segunda fase respectivamente.

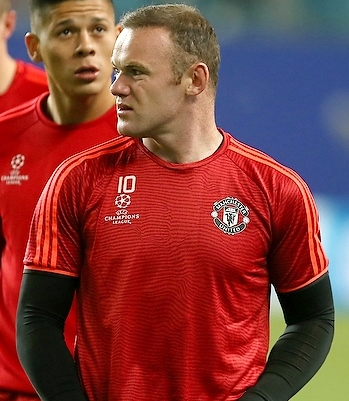
Rooney antes de disputar un partido contra el C. S. K. A. Moscú en la Liga de Campeones.

El 26 de agosto de 2015, Rooney puso fin a una racha de 878 minutos sin anotar goles al marcar un triplete en la victoria por 4:0 (7:1 global) sobre el Club Brujas de Bélgica en el partido de vuelta de la ronda de play-off de la Liga de Campeones de la UEFA 2015-16. Fue su primer triplete en una competición europea desde su debut ante el Fenerbahçe en 2004. También anotó en la victoria por 3:0 en condición de visitante ante el Everton el 17 de octubre, llegando a los 187 goles en la Premier League. Después de una ausencia relacionada con lesiones, volvió a la alineación inicial el 19 de diciembre, haciendo su aparición número 500 con la camiseta del Manchester United en la derrota por 2:1 en casa ante el Norwich City.
El 2 de enero de 2016, anotó en la victoria por 2:1 sobre el Swansea City convirtiéndose en el segundo máximo goleador histórico de la liga y el segundo futbolista con más goles en la historia del Manchester, solo por detrás de Bobby Charlton que marcó 249 goles. Quince días más tarde, anotó el único gol en la victoria ante el Liverpool. Luego de ser descartado el 13 de febrero debido a una lesión en la rodilla, volvió a los campos de juego como titular en la victoria por 1:0 sobre el Aston Villa el 16 de abril. El 21 de mayo, Rooney fue capitán del United en la final de la FA Cup 2015-16 contra el Crystal Palace. Disputó los 120 minutos en el centro del campo, ganando la competición por primera vez en su carrera después de obtener la victoria por 2:1 en tiempo extra en el Estadio de Wembley.

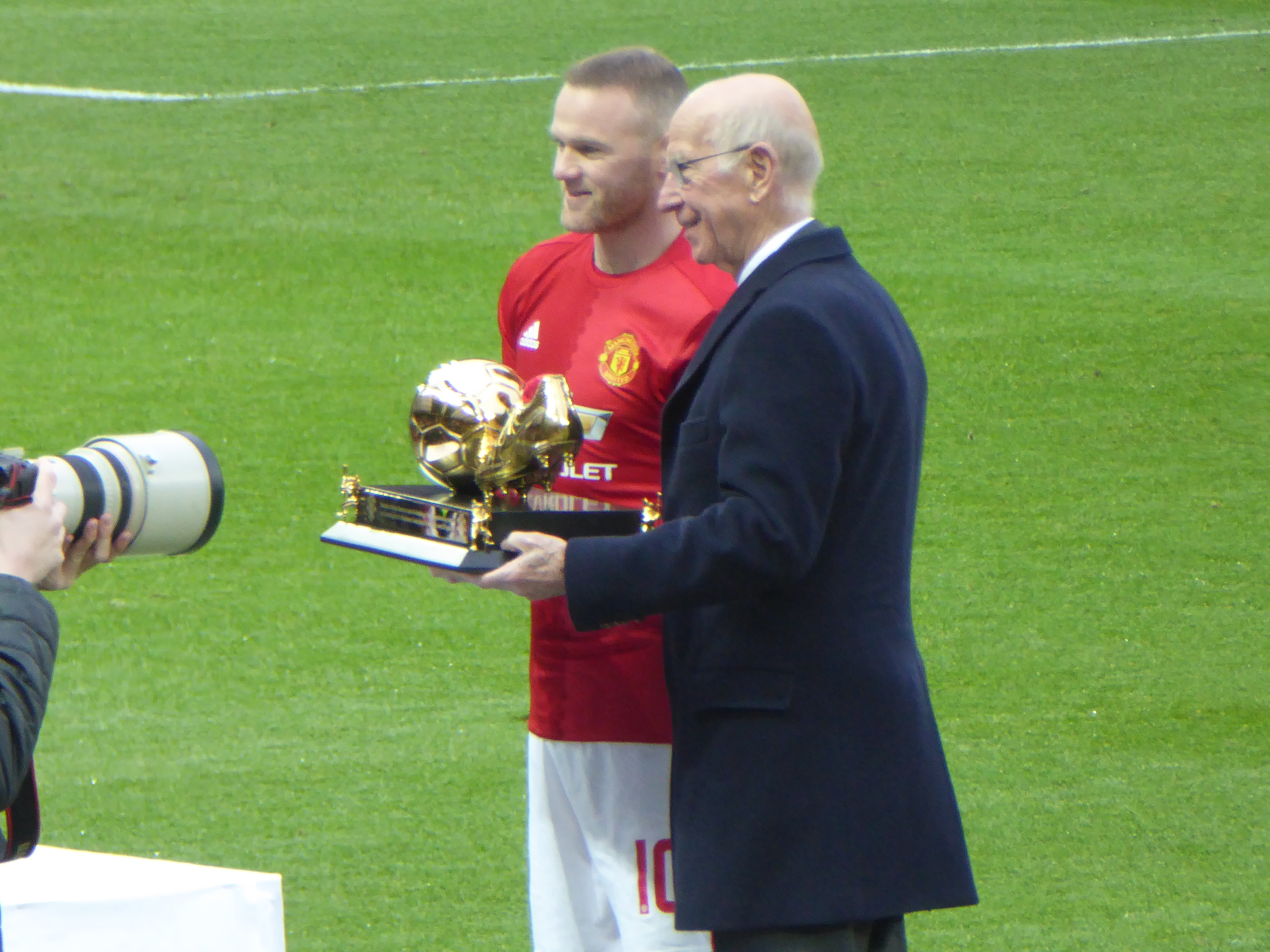
Bobby Charlton entregándole una Bota de Oro a Rooney en enero de 2017.

El 7 de agosto de 2016, asistió a Jesse Lingard para que anotara el primer gol en la victoria por 2:1 sobre el Leicester City en el partido por la Community Shield 2016, levantando su segundo título como capitán del club. El 6 de noviembre, se convirtió en el tercer jugador en lograr 100 asistencias en la Premier League, asistiendo en dos ocasiones a Zlatan Ibrahimović en el triunfo por 3:1 frente al Swansea City. El 24 de noviembre, superó a Ruud van Nistelrooy para convertirse en el máximo goleador del Manchester United en competiciones europeas con 39 goles, abriendo el marcador en la victoria por 4:0 en casa ante el Feyenoord de Róterdam en la Liga Europa de la UEFA.
El 7 de enero de 2017, anotó un gol contra el Reading en la tercera ronda de la FA Cup para igualar a Bobby Charlton como máximo goleador histórico del Manchester United. El gol de Rooney fue su 249.º en 543 partidos con el Manchester, alcanzando el hito en 215 partidos y cuatro temporadas menos que Charlton. El 21 de enero, finalmente superó a Charlton para convertirse en el máximo goleador del club después de anotar su gol #250 contra Stoke City en el Bet365 Stadium en los minutos finales para empatar el partido.
Ocho días más tarde, antes de disputar el partido por la cuarta ronda de la FA Cup contra el Wigan Athletic, Bobby Charlton le entregó a Rooney una Bota de Oro en reconocimiento por haber superado su récord. El 26 de febrero, los «red devils» consiguieron su quinta Copa de la Liga de Inglaterra luego de vencer en la final al Southampton por 3:2, Wayne fue suplente y no ingresó al campo de juego. El 24 de mayo el club obtuvo su primera Liga Europa de la UEFA, tras superar en la final al Ajax de los Países Bajos por 2:0 en el Friends Arena de la ciudad de Solna. Rooney ingresó en el minuto 90 para recibir el trofeo.

#### Retorno al Everton

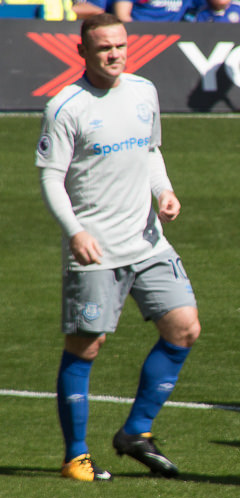
Rooney con el Everton en 2017.

El 9 de julio de 2017 se confirmó su regreso al club con el cual debutó como profesional, el Everton firmando un contrato por dos temporadas. A Rooney se le asignó la camiseta con el número 10 para la campaña 2017-18. Hizo su primera aparición oficial en su regreso al club en una victoria por 1:0 sobre el Ružomberok en el partido de ida de la tercera ronda de clasificación de la Liga Europa el 27 de julio. El 12 de agosto marcó en su segundo debut en la liga con el Everton, cuando su club venció al Stoke City por 1:0 en Goodison Park. Nueve días después, marcó su gol número 200 en la Premier League en el empate a domicilio contra el Manchester City (1:1), convirtiéndose en el segundo jugador en alcanzar esta cifra, siendo Alan Shearer el primero.
El 29 de noviembre, marcó su primer triplete con el Everton en la victoria por 4:0 sobre el West Ham United; su tercer gol fue un tiro desde su propio campo —a más de 60 metros de la portería—, marcando cuando el guardameta Joe Hart abandonaba el área de penalti para despejar el balón. El 18 de diciembre en la victoria por 3:1 contra el Swansea City, marcó un penalti y dio la asistencia para el gol de Gylfi Sigurðsson, lo que le situó por delante de Frank Lampard como el jugador con la tercera mayor cantidad de asistencias en la Premier League, con 103.
En total disputó treinta y un encuentros y anotó diez goles. Al final de la campaña el Everton finalizó en la octava posición con cuarenta y nueve puntos producto de trece victorias, diez empates y quince derrotas. En esa misma temporada jugó un partido más en la FA Cup y otro en la Copa de la Liga, avanzando hasta la tercera y cuarta ronda respectivamente. En la Liga Europa de la UEFA el club de Liverpool fue eliminado en la fase de grupos al finalizar en la tercera posición con cuatro puntos (una victoria y un empate ante el Apollon Limassol). En dicha competición disputó siete encuentros y marcó un gol.

#### D. C. United

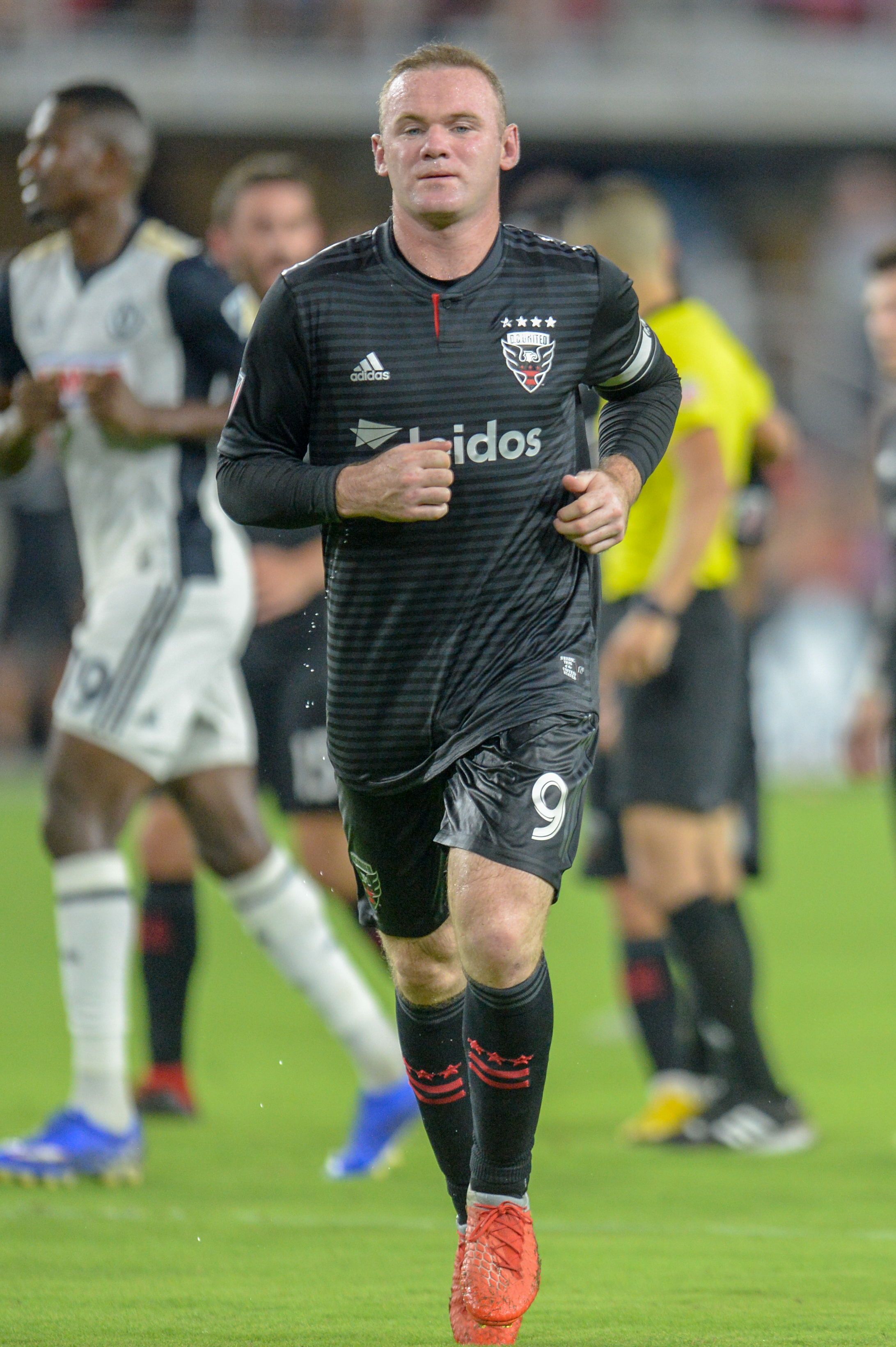
Rooney durante un partido con el D. C. United en agosto de 2018.

El 28 de junio de 2018 firmó un contrato por tres años y medio con el D. C. United de la Major League Soccer. Su debut oficial con la camiseta del cuadro estadounidense se produjo el 14 de julio en la victoria por 3:1 ante el Vancouver Whitecaps. Rooney ingresó al minuto 59 en lugar de Darren Mattocks, y dio una asistencia a Paul Arriola. Su debut se dio en la inauguración del Audi Field, el nuevo estadio del D. C. United. Fue nombrado capitán después de tres partidos por el entrenador Ben Olsen, con el consentimiento del antiguo capitán Steve Birnbaum. Su primer gol con el club llegó el 28 de julio, en su primer partido con el brazalete, al batir a su excompañero del Manchester United, el portero Tim Howard, y conseguir una victoria por 2:1 sobre los Colorado Rapids.
Después de tener buenas actuaciones con el D. C. United, incluyendo una entrada y un pase en el último momento para el gol de la victoria contra Orlando City el 12 de agosto, y de ayudarles a conseguir un puesto en los playoffs, fue nombrado «jugador del mes de la MLS» en el mes de octubre de 2018. Su equipo llegó a los playoffs de la Copa MLS 2018, pero fueron eliminados en casa por el Columbus Crew en la primera ronda, en la que su tiro en la tanda de penaltis fue detenido por Zack Steffen. Al final de la campaña de la MLS 2018, fue nombrado MVP del club y ganador de la Bota de Oro, tras marcar 12 goles en 21 partidos.
El 16 de marzo de 2019 anotó su primer triplete con el D. C. United en la victoria por 5:0 en casa contra el Real Salt Lake, contribuyendo también con una asistencia, y más adelante en la temporada marcó el gol número 300 de su carrera en la derrota por 2:1 de visita contra el Houston Dynamo. El 27 de junio marcó desde su propio campo por tercera vez en su carrera, con un gol de 10 metros por detrás de la línea de medio campo que superó al portero del Orlando City, Brian Rowe. Terminó su etapa en la MLS con 23 goles y 15 asistencias en 48 partidos de la temporada regular, con un total de 25 goles en 52 partidos (todas las competiciones) con el D. C. United.

#### Derby County
El 6 de agosto de 2019 cuando le quedaban dos años de contrato con el D. C. United, Rooney llegó a un acuerdo para regresar a Inglaterra como jugador-entrenador del Derby County, equipo de la Championship, en enero de 2020. Fue nombrado capitán y su debut se produjo el 2 de enero, inició como titular y dio la asistencia para el primer gol en la victoria por 2:1 contra el Barnsley. Marcó seis goles en veinticuatro apariciones, incluidos los goles decisivos en la victoria por 2:1 contra el Reading y en la victoria por 1:0 en el campo del Preston North End, ya que el Derby terminó la temporada en la décima posición.
El primer gol de Wayne en la temporada 2020-21 llegó en el cuarto partido, ya que su lanzamiento de tiro libre en el minuto 87 marcó la diferencia en la victoria por 1:0 a domicilio ante el Norwich City. Fue la primera victoria del Derby en la temporada y sacó al club de los últimos puestos, después de iniciar la campaña con tres derrotas consecutivas. Sin embargo, los resultados no mejoraron, y el entrenador Phillip Cocu se marchó de mutuo acuerdo tras la derrota por 1:0 en casa ante el Queens Park Rangers. El 26 de noviembre se anunció que Rooney, que había sustituido a Cocu como parte de un equipo de gestión interino, tomaría el control exclusivo del equipo para el próximo partido contra el Wycombe Wanderers y se había retirado de la plantilla, admitiendo que era posible que hubiera jugado su último partido. El 15 de enero de 2021 se retiró de manera oficial tras ser nombrado entrenador del equipo.

### Selección nacional

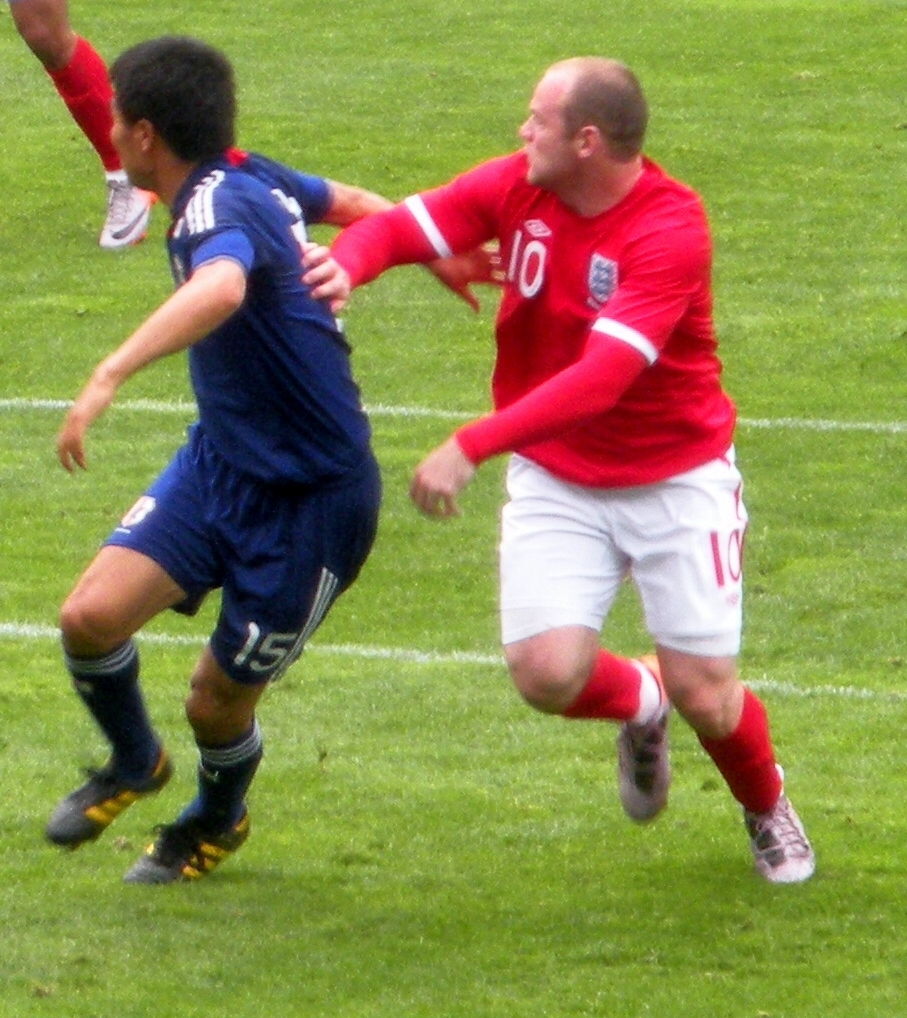
Rooney disputando un encuentro amistoso ante la selección de Japón.

Ha sido internacional con la selección inglesa en ciento veinte ocasiones y ha marcado cincuenta y tres goles, lo que le convierte en el quinto futbolista con la mayor cantidad de presentaciones y el primero con más goles anotados en la selección inglesa. Debutó en la selección el 12 de febrero de 2003 en un encuentro amistoso ante la selección de Australia que finalizó con marcador de 3:1 a favor de los australianos, convirtiéndose en el internacional más joven en jugar en la selección al debutar cuando contaba con 19 años y 178 días.
Fue convocado para participar en la Eurocopa 2004, en la cual disputó los tres encuentros de la primera fase de titular y anotó cuatro goles, (dos ante Suiza y dos ante Croacia), convirtiéndose en el futbolista más joven en marcar un gol en la historia de la Eurocopa, aunque el récord fue superado unos días más tarde por el colombiano nacionalizado suizo Johan Vonlanthen. En los cuartos de final Inglaterra se enfrentó a Portugal y, aunque Rooney inició el encuentro como titular fue sustituido por Darius Vassell en el minuto 27 debido a una lesión sufrida en el quinto metatarsiano del pie derecho, después de un choque con el defensa portugués Jorge Andrade.
Rooney fue duda para disputar la Copa Mundial de Fútbol de 2006 a raíz de una lesión sufrida en su pie en abril de 2006 en un encuentro ante el Chelsea F. C. por la Premier League, sin embargo, el técnico Sven-Göran Eriksson optó por convocar a Rooney, quien aceleró su recuperación mediante el uso de una cámara de oxígeno. En el mundial, solo disputó dos encuentro de la primera fase, el primero ingresando en sustitución de Michael Owen ante Trinidad y Tobago y el segundo ante la selección de Suecia. Fue expulsado en el encuentro de cuartos de final Portugal, después de darle un pisotón en la entrepierna al defensa Ricardo Carvalho.

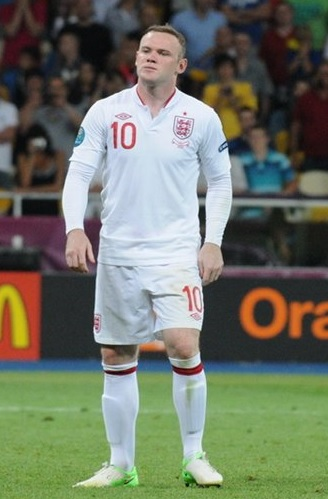
Rooney en la Eurocopa 2012.

Tras este hecho, Cristiano Ronaldo corrió hacia el árbitro para quejarse por la acción. Posteriormente, cuando Rooney recibió la tarjeta roja, las cámaras grabaron a Ronaldo guiñando un ojo al banquillo de su selección, este hecho provocó que el portugués fuera duramente criticado por los aficionados y dirigentes del Manchester United. Se ausentó de la Eurocopa 2008 ya que la selección inglesa no consiguió la clasificación para la fase final del campeonato. Durante las eliminatorias para la Copa Mundial de Fútbol de 2010 estuvo presente en nueve de los diez encuentros que disputó su selección, además marcó nueve goles, contribuyendo a que Inglaterra se clasificara al mundial tras nueve victorias y una sola derrota.
Wayne llegó a Sudáfrica con una gran expectativa debido a la gran temporada que tuvo con su club, sin embargo, el juego poco convincente de su selección hizo que se clasificaran con muchas dificultades en el grupo C, y terminaran siendo eliminados por la selección de Alemania en los octavos de final. En la clasificación para la Eurocopa 2012 la selección inglesa finalizó en el primer lugar de su grupo con dieciocho puntos gracias a cinco victorias y tres empates. En el último encuentro del grupo ante el seleccionado de Montenegro, Wayne fue expulsado por una fuerte entrada sobre el defensa Miodrag Džudović.
Después del partido envió una carta a la UEFA en la que se disculpó y expresó su pesar por la falta cometida sobre Džudović. A pesar de esto la confederación europea lo sancionó con tres partidos de suspensión, es decir que no podría estar presente durante la primera fase de la Eurocopa. Tras el anuncio del organismo, la Asociación Inglesa de Fútbol decidió apelar la sanción y la UEFA decidió rebajar la pena a dos encuentros. Rooney hizo su debut en el torneo el 19 de junio, ingresando como titular y marcado el gol de la victoria por 1:0 sobre Ucrania. En los cuartos de final, Inglaterra enfrentó a Italia y el encuentro se extendió hasta la tanda de penaltis donde fueron derrotados por 4:2.
El 12 de mayo de 2014, Rooney fue incluido por el entrenador Roy Hodgson en la lista final de 23 jugadores que representarán a Inglaterra en la Copa Mundial de Fútbol de 2014. Anotó su primer gol en copas mundiales el 19 de junio de 2014 en la derrota 1-2 frente a Uruguay en el segundo partido de la fase de grupos. El 31 de mayo de 2016, Hodgson lo incluyó en la nómina de 23 jugadores convocados para disputar la Eurocopa 2016. El estreno del equipo inglés en la competición se produjo el 11 de junio de 2016 empatando 1:1 con Rusia en el Stade Vélodrome. Rooney inició como titular y fue nombrado mejor jugador del partido por la BBC. El 27 de junio, anotó el único gol de su selección en la derrota por 2:1 ante Islandia en los octavos de final. El 23 de agosto de 2017 anunció su retiro de la selección nacional. El 15 de noviembre de 2018, disputó su último partido con su selección en un amistoso contra Estados Unidos en el que los ingleses ganaron 3:0. Rooney fue homenajeado al inicio del partido con una placa conmemorativa de la selección e ingresó en el segundo tiempo.

#### Participaciones en Copas del Mundo
| Copa                           | Sede      | Resultado        | Partidos | Goles |
| ------------------------------ | --------- | ---------------- | -------- | ----- |
| Copa Mundial de Fútbol de 2006 | Alemania  | Cuartos de final | 4        | 0     |
| Copa Mundial de Fútbol de 2010 | Sudáfrica | Octavos de final | 4        | 0     |
| Copa Mundial de Fútbol de 2014 | Brasil    | Primera fase     | 3        | 1     |

#### Participaciones en Eurocopas
| Eurocopa      | Sede              | Resultado        | Partidos | Goles |
| ------------- | ----------------- | ---------------- | -------- | ----- |
| Eurocopa 2004 | Portugal          | Cuartos de final | 4        | 4     |
| Eurocopa 2012 | Polonia y Ucrania | Cuartos de final | 2        | 1     |
| Eurocopa 2016 | Francia           | Octavos de final | 4        | 1     |

## Trayectoria como entrenador

### Clubes

#### Derby County
En noviembre de 2020 se convirtió en jugador-entrenador interino del Derby County tras la salida de Phillip Cocu. Tras perder por 3:0 ante el Middlesbrough, anunció que ejercería únicamente como entrenador, afirmando que ese partido podría haber sido el último de su carrera como futbolista. El 15 de enero de 2021 pasó a ocupar el cargo de manera definitiva. Consiguieron el objetivo de la permanencia en la última jornada tras empatar a tres ante el Sheffield Wednesday y la no victoria del Rotherham United en su partido.
La 2021-22 fue la primera temporada completa al frente del equipo. Esta vez no logró evitar el descenso a la League One a falta de tres jornadas de la conclusión del campeonato, viéndose afectados por la sanción de 21 puntos que recibieron debido a los problemas económicos del club. En el mes de junio comunicó que se marchaba por decisión propia.

#### D. C. United
El 12 de julio de 2022 se convirtió en el nuevo entrenador del D. C. United. En la temporada 2023, su primer año completo, consiguieron sumar 40 puntos antes de llegar a un acuerdo para rescindir su contrato después de no haber clasificado al equipo para la fase final de la Major League Soccer.

#### Birmingham City
El 11 de octubre de 2023 se anunció su fichaje por el Birmingham City por tres años y medio. En ese momento el equipo ocupaba la sexta posición, pero tras conseguir únicamente dos victorias en quince partidos, el 2 de enero de 2024 fue destituido.

#### Plymouth Argyle
El 25 de mayo de 2024 fue confirmado como entrenador del Plymouth Argyle por tres años. Sin embargo, tres media temporada fue despedido con el equipo como último clasificado en la EFL Championship a cuatro puntos de la zona de permanencia y sin haber logrado sumar ningún triunfo como visitante.

## Estilo de juego

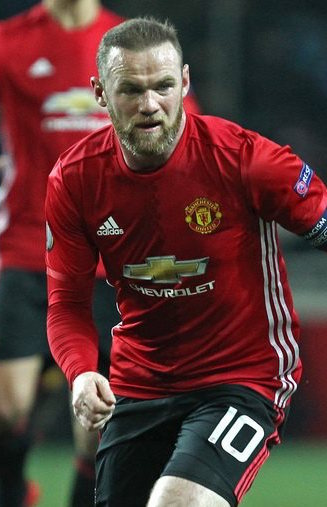
Rooney fotografiado con el Manchester United en 2016. Muy apreciado por su capacidad técnica, su juego de enlace y su capacidad goleadora, Rooney también fue elogiado por su trabajo en equipo y su compromiso.

Considerado como uno de los mejores jugadores de su generación, Rooney era un delantero creativo y enérgico que combinaba la habilidad técnica con la fuerza y el físico, además de destacar en el juego aéreo a pesar de medir 1,76 m. Era un atacante versátil, capaz de jugar en cualquier parte del frente de ataque; aunque su papel preferido era el de delantero. Wayne también fue utilizado como segundo delantero, o incluso como extremo. Al entrar en la treintena, su velocidad y sus movimientos disminuyeron, por lo que se le utilizó en funciones más profundas y creativas, como centrocampista ofensivo, como creador de juego en profundidad o incluso como centrocampista central o de área, sobre todo bajo el mando del exentrenador Louis van Gaal, debido a su visión de juego, su capacidad de pase, sus carreras hacia adelante desde el centro del campo y su trabajo en equipo. A lo largo de su carrera también fue utilizado ocasionalmente como falso centrocampista ofensivo, y como falso 9.
Rooney, un prolífico goleador en su mejor época en el Manchester United, era un potente atacante del balón y un certero rematador, capaz de marcar tanto dentro como fuera del área, así como de volea. Su habilidad para golpear el balón le hizo marcar desde dentro de su propio campo con el Manchester United, el Everton y el D. C. United. Los futbolistas, los directivos y los medios de comunicación elogiaban su ritmo de trabajo y su resistencia, y se le consideraba un hombre entregado y dispuesto a presionar a los rivales cuando perdían la posesión del balón para recuperarlo e iniciar las jugadas de ataque. Aunque no era conocido por ser especialmente prolífico en los lanzamientos de tiro libre, a lo largo de su carrera también ejecutó con frecuencia las jugadas a balón parado y los penaltis, aunque su trayectoria desde el punto de penalti fue algo irregular.
Debido a su precocidad en la adolescencia, recibió los apodos de «Wazza» (en referencia al exinternacional inglés Paul «Gazza» Gascoigne, que también era un jugador talentoso con problemas fuera del campo), «el Chico Maravilla», el «nuevo Pelé» y el «Pelé blanco». Rooney fue un jugador rápido y ágil en su juventud; sin embargo, varias lesiones a lo largo de su carrera, además de problemas de peso, afectaron su velocidad y su movilidad a medida que avanzaba su carrera, lo que hizo que algunos en el juego le acusaran de no estar a la altura de su potencial. Su entrenador, Alex Ferguson, le advirtió en numerosas ocasiones sobre su estado físico, y dijo de Rooney: «Es muy corpulento, va a tener que entrenar bien todo el tiempo». El expreparador físico del Manchester United, Mick Clegg, declaró: «Wayne no veía la importancia del gimnasio. Decía 'estoy aquí para jugar al fútbol'». En varias ocasiones Rooney fue criticado por su comportamiento y agresividad en el campo, lo que le llevó a recibir amonestaciones innecesarias.
Es el máximo goleador de la selección inglesa de todos los tiempos, por lo que se le considera como uno de los mejores futbolistas de Inglaterra. En 2017, Gareth Southgate dijo: «Hay jugadores muy buenos y luego hay jugadores de primera. En mi época en la selección inglesa, Paul Gascoigne, Paul Scholes y Rooney tenían ese puntito más que todos los demás. Y estamos hablando de gente de alto nivel, jugadores como Steven Gerrard, Frank Lampard y David Beckham».

## Estadísticas

### Como futbolista

#### Clubes
| Everton F. C. Inglaterra | 2002-03       | 1.ª           | 33  | 6   | 4  | 2  | -   | -  | 37  | 8   | 0.22 |
| Everton F. C. Inglaterra | 2003-04       | 1.ª           | 34  | 9   | 6  | -  | -   | -  | 40  | 9   | 0.23 |
| Manchester United Inglaterra | 2004-05       | 1.ª           | 29  | 11  | 8  | 3  | 6   | 3  | 43  | 17  | 0.40 |
| Manchester United Inglaterra | 2005-06       | 1.ª           | 36  | 16  | 7  | 2  | 5   | 1  | 48  | 19  | 0.40 |
| Manchester United Inglaterra | 2006-07       | 1.ª           | 35  | 14  | 8  | 5  | 12  | 4  | 55  | 23  | 0.42 |
| Manchester United Inglaterra | 2007-08       | 1.ª           | 27  | 12  | 5  | 2  | 11  | 4  | 43  | 18  | 0.42 |
| Manchester United Inglaterra | 2008-09       | 1.ª           | 30  | 12  | 3  | 1  | 16  | 7  | 49  | 20  | 0.41 |
| Manchester United Inglaterra | 2009-10       | 1.ª           | 32  | 26  | 5  | 3  | 7   | 5  | 44  | 34  | 0.77 |
| Manchester United Inglaterra | 2010-11       | 1.ª           | 28  | 11  | 3  | 1  | 9   | 4  | 40  | 16  | 0.40 |
| Manchester United Inglaterra | 2011-12       | 1.ª           | 34  | 27  | 2  | 2  | 7   | 5  | 43  | 34  | 0.79 |
| Manchester United Inglaterra | 2012-13       | 1.ª           | 27  | 12  | 4  | 3  | 6   | 1  | 37  | 16  | 0.43 |
| Manchester United Inglaterra | 2013-14       | 1.ª           | 29  | 17  | 2  | -  | 9   | 2  | 40  | 19  | 0.48 |
| Manchester United Inglaterra | 2014-15       | 1.ª           | 33  | 12  | 4  | 2  | -   | -  | 37  | 14  | 0.38 |
| Manchester United Inglaterra | 2015-16       | 1.ª           | 28  | 8   | 7  | 3  | 6   | 4  | 41  | 15  | 0.37 |
| Manchester United Inglaterra | 2016-17       | 1.ª           | 25  | 5   | 7  | 1  | 7   | 2  | 39  | 8   | 0.21 |
| Manchester United Inglaterra | Total club    | Total club    | 393 | 183 | 65 | 28 | 101 | 42 | 559 | 253 | 0.45 |
| Everton F. C. Inglaterra | 2017-18       | 1.ª           | 31  | 10  | 2  | -  | 7   | 1  | 40  | 11  | 0.28 |
| Everton F. C. Inglaterra | Total club    | Total club    | 98  | 25  | 12 | 2  | 7   | 1  | 117 | 28  | 0.24 |
| D. C. United Estados Unidos | 2018          | 1.ª           | 21  | 12  | -  | -  | -   | -  | 21  | 12  | 0.57 |
| D. C. United Estados Unidos | 2019          | 1.ª           | 29  | 11  | 2  | 2  | -   | -  | 31  | 13  | 0.42 |
| D. C. United Estados Unidos | Total club    | Total club    | 50  | 23  | 2  | 2  | 0   | 0  | 52  | 25  | 0.48 |
| Derby County Inglaterra | 2019-20       | 2.ª           | 20  | 5   | 4  | 1  | -   | -  | 24  | 6   | 0.25 |
| Derby County Inglaterra | 2020-21       | 2.ª           | 10  | 1   | 1  | -  | -   | -  | 11  | 1   | 0.09 |
| Derby County Inglaterra | Total club    | Total club    | 30  | 6   | 5  | 1  | 0   | 0  | 35  | 7   | 0.20 |
| Total carrera | Total carrera | Total carrera | 571 | 237 | 84 | 33 | 108 | 43 | 763 | 313 | 0.41 |
| (1) Incluye datos de la Community Shield (2007-16); Copa de la Liga de Inglaterra (2002-17); Lamar Hunt U.S. Open Cup (2019); FA Cup (2003-Act.). (2) Incluye datos de la Liga de Campeones de la UEFA / Supercopa de la UEFA / Copa Mundial de Clubes de la FIFA (2004-15); Liga Europa de la UEFA (2016-17). (3) No incluye goles en partidos amistosos. |               |               |     |     |    |    |     |    |     |     |      |

#### Selecciones
| Sub-15 Inglaterra                                                                                      | 2000          | 2  | 1  | 0  | 0  | 0  | 0 | 2   | 1  |
| Sub-15 Inglaterra                                                                                      | 2001          | 2  | 1  | 0  | 0  | 0  | 0 | 2   | 1  |
| Sub-15 Inglaterra                                                                                      | Total         | 4  | 2  | 0  | 0  | 0  | 0 | 4   | 2  |
| Sub-16 Inglaterra                                                                                      | 2001          | 4  | 0  | 0  | 0  | 0  | 0 | 4   | 0  |
| Sub-16 Inglaterra                                                                                      | Total         | 4  | 0  | 0  | 0  | 0  | 0 | 4   | 0  |
| Sub-17 Inglaterra                                                                                      | 2001          | 4  | 0  | 0  | 0  | 0  | 0 | 4   | 0  |
| Sub-17 Inglaterra                                                                                      | 2002          | 0  | 0  | 8  | 7  | 0  | 0 | 8   | 7  |
| Sub-17 Inglaterra                                                                                      | Total         | 4  | 0  | 8  | 7  | 0  | 0 | 12  | 7  |
| Sub-19 Inglaterra                                                                                      | 2003          | 1  | 0  | 0  | 0  | 0  | 0 | 1   | 0  |
| Sub-19 Inglaterra                                                                                      | Total         | 1  | 0  | 0  | 0  | 0  | 0 | 1   | 0  |
| Absoluta Inglaterra                                                                                    | 2003          | 3  | 1  | 6  | 2  | 0  | 0 | 9   | 3  |
| Absoluta Inglaterra                                                                                    | 2004          | 5  | 2  | 6  | 4  | 0  | 0 | 11  | 6  |
| Absoluta Inglaterra                                                                                    | 2005          | 3  | 2  | 5  | 0  | 0  | 0 | 8   | 2  |
| Absoluta Inglaterra                                                                                    | 2006          | 2  | 1  | 2  | 0  | 4  | 0 | 8   | 1  |
| Absoluta Inglaterra                                                                                    | 2007          | 0  | 0  | 4  | 2  | 0  | 0 | 4   | 2  |
| Absoluta Inglaterra                                                                                    | 2008          | 4  | 0  | 4  | 5  | 0  | 0 | 8   | 5  |
| Absoluta Inglaterra                                                                                    | 2009          | 4  | 2  | 5  | 4  | 0  | 0 | 9   | 6  |
| Absoluta Inglaterra                                                                                    | 2010          | 4  | 0  | 3  | 1  | 4  | 0 | 11  | 1  |
| Absoluta Inglaterra                                                                                    | 2011          | 1  | 0  | 4  | 2  | 0  | 0 | 5   | 2  |
| Absoluta Inglaterra                                                                                    | 2012          | 1  | 0  | 4  | 4  | 0  | 0 | 5   | 4  |
| Absoluta Inglaterra                                                                                    | 2013          | 6  | 2  | 4  | 4  | 0  | 0 | 10  | 6  |
| Absoluta Inglaterra                                                                                    | 2014          | 6  | 4  | 4  | 3  | 3  | 1 | 13  | 8  |
| Absoluta Inglaterra                                                                                    | 2015          | 4  | 1  | 4  | 4  | 0  | 0 | 8   | 5  |
| Absoluta Inglaterra                                                                                    | 2016          | 2  | 1  | 8  | 1  | 0  | 0 | 10  | 2  |
| Absoluta Inglaterra                                                                                    | 2017          | 0  | 0  | 0  | 0  | 0  | 0 | 0   | 0  |
| Absoluta Inglaterra                                                                                    | 2018          | 1  | 0  | 0  | 0  | 0  | 0 | 1   | 0  |
| Absoluta Inglaterra                                                                                    | Total         | 46 | 16 | 63 | 36 | 11 | 1 | 120 | 53 |
| Total carrera                                                                                          | Total carrera | 59 | 18 | 71 | 43 | 11 | 1 | 141 | 62 |
| (1) Incluye los partidos de las Eurocopa Sub-17 (2002); Eurocopa / Clasificatorias Europeas (2003-16). |               |    |    |    |    |    |   |     |    |

| \| Fecha \| Ciudad \| Local \| Resultado \| Visitante \| Competencia \| Goles \| \| ---------- \| --------------- \| ------------------- \| --------- \| ------------------- \| ------------------------------ \| ----- \| \| 12-02-2003 \| Londres \| Inglaterra \| 1:3 \| Australia \| Amistoso \| 0 \| \| 29-03-2003 \| Vaduz \| Liechtenstein \| 0:2 \| Inglaterra \| Clasificación Eurocopa 2004 \| 0 \| \| 02-04-2003 \| Sunderland \| Inglaterra \| 2:0 \| Turquía \| Clasificación Eurocopa 2004 \| 0 \| \| 03-06-2003 \| Leicester \| Inglaterra \| 2:1 \| Serbia y Montenegro \| Amistoso \| 0 \| \| 11-06-2003 \| Middlesbrough \| Inglaterra \| 2:1 \| Eslovaquia \| Clasificación Eurocopa 2004 \| 0 \| \| 06-09-2003 \| Skopie \| Macedonia del Norte \| 1:2 \| Inglaterra \| Clasificación Eurocopa 2004 \| 1 \| \| 10-09-2003 \| Mánchester \| Inglaterra \| 2:0 \| Liechtenstein \| Clasificación Eurocopa 2004 \| 1 \| \| 11-10-2003 \| Estambul \| Turquía \| 0:0 \| Inglaterra \| Clasificación Eurocopa 2004 \| 0 \| \| 16-11-2003 \| Mánchester \| Inglaterra \| 2:3 \| Dinamarca \| Amistoso \| 1 \| \| 18-02-2004 \| Faro \| Portugal \| 1:1 \| Inglaterra \| Amistoso \| 0 \| \| 31-03-2004 \| Gotemburgo \| Suecia \| 1:0 \| Inglaterra \| Amistoso \| 0 \| \| 01-06-2004 \| Mánchester \| Inglaterra \| 1:1 \| Japón \| Amistoso \| 0 \| \| 05-06-2004 \| Mánchester \| Inglaterra \| 6:1 \| Islandia \| Amistoso \| 2 \| \| 13-06-2004 \| Lisboa \| Francia \| 2:1 \| Inglaterra \| Eurocopa 2004 \| 0 \| \| 17-06-2004 \| Coímbra \| Inglaterra \| 3:0 \| Suiza \| Eurocopa 2004 \| 2 \| \| 21-06-2004 \| Lisboa \| Croacia \| 2:4 \| Inglaterra \| Eurocopa 2004 \| 2 \| \| 24-06-2004 \| Lisboa \| Portugal \| 2:2 / 6:5 \| Inglaterra \| Eurocopa 2004 \| 0 \| \| 09-10-2004 \| Mánchester \| Inglaterra \| 2:0 \| Gales \| Clasificación Mundial 2006 \| 0 \| \| 13-10-2004 \| Bakú \| Azerbaiyán \| 0:1 \| Inglaterra \| Clasificación Mundial 2006 \| 0 \| \| 17-11-2004 \| Madrid \| España \| 1:0 \| Inglaterra \| Amistoso \| 0 \| \| 09-02-2005 \| Birmingham \| Inglaterra \| 0:0 \| Países Bajos \| Amistoso \| 0 \| \| 26-03-2005 \| Mánchester \| Inglaterra \| 4:0 \| Irlanda del Norte \| Clasificación Mundial 2006 \| 0 \| \| 30-03-2005 \| Newcastle \| Inglaterra \| 2:0 \| Azerbaiyán \| Clasificación Mundial 2006 \| 0 \| \| 17-08-2005 \| Copenhague \| Dinamarca \| 4:1 \| Inglaterra \| Amistoso \| 1 \| \| 03-09-2005 \| Cardiff \| Gales \| 0:1 \| Inglaterra \| Clasificación Mundial 2006 \| 0 \| \| 07-09-2005 \| Belfast \| Irlanda del Norte \| 1:0 \| Inglaterra \| Clasificación Mundial 2006 \| 0 \| \| 08-10-2005 \| Mánchester \| Inglaterra \| 2:1 \| Polonia \| Clasificación Mundial 2006 \| 0 \| \| 12-11-2005 \| Ginebra \| Inglaterra \| 3:2 \| Argentina \| Amistoso \| 1 \| \| 01-03-2006 \| Liverpool \| Inglaterra \| 2:1 \| Uruguay \| Amistoso \| 0 \| \| 15-06-2006 \| Núremberg \| Inglaterra \| 2:0 \| Trinidad y Tobago \| Copa Mundial de Fútbol de 2006 \| 0 \| \| 20-06-2006 \| Colonia \| Suecia \| 2:2 \| Inglaterra \| Copa Mundial de Fútbol de 2006 \| 0 \| \| 25-06-2006 \| Stuttgart \| Inglaterra \| 1:0 \| Ecuador \| Copa Mundial de Fútbol de 2006 \| 0 \| \| 01-07-2006 \| Gelsenkirchen \| Inglaterra \| 0:0 / 1:3 \| Portugal \| Copa Mundial de Fútbol de 2006 \| 0 \| \| 07-10-2006 \| Mánchester \| Inglaterra \| 0:0 \| Macedonia del Norte \| Clasificación Eurocopa 2008 \| 0 \| \| 11-10-2006 \| Zagreb \| Croacia \| 2:0 \| Inglaterra \| Clasificación Eurocopa 2008 \| 0 \| \| 15-11-2006 \| Ámsterdam \| Países Bajos \| 1:1 \| Inglaterra \| Amistoso \| 1 \| \| 24-03-2007 \| Tel Aviv \| Israel \| 0:0 \| Inglaterra \| Clasificación Eurocopa 2008 \| 0 \| \| 28-03-2007 \| Barcelona \| Andorra \| 0:3 \| Inglaterra \| Clasificación Eurocopa 2008 \| 0 \| \| 13-10-2007 \| Londres \| Inglaterra \| 3:0 \| Estonia \| Clasificación Eurocopa 2008 \| 1 \| \| 17-10-2007 \| Moscú \| Rusia \| 2:1 \| Inglaterra \| Clasificación Eurocopa 2008 \| 1 \| \| 06-02-2008 \| Londres \| Inglaterra \| 2:1 \| Suiza \| Amistoso \| 0 \| \| 26-03-2008 \| Saint-Denis \| Francia \| 1:0 \| Inglaterra \| Amistoso \| 0 \| \| 28-05-2008 \| Londres \| Inglaterra \| 2:0 \| Estados Unidos \| Amistoso \| 0 \| \| 20-08-2008 \| Londres \| Inglaterra \| 2:2 \| República Checa \| Amistoso \| 0 \| \| 06-09-2008 \| Barcelona \| Andorra \| 0:2 \| Inglaterra \| Clasificación Mundial 2010 \| 0 \| \| 10-09-2008 \| Zagreb \| Croacia \| 1:4 \| Inglaterra \| Clasificación Mundial 2010 \| 1 \| \| 11-10-2008 \| Londres \| Inglaterra \| 5:1 \| Kazajistán \| Clasificación Mundial 2010 \| 2 \| \| 15-10-2008 \| Minsk \| Bielorrusia \| 1:3 \| Inglaterra \| Clasificación Mundial 2010 \| 2 \| \| 28-03-2009 \| Londres \| Inglaterra \| 4:0 \| Eslovaquia \| Amistoso \| 2 \| \| 01-04-2009 \| Londres \| Inglaterra \| 2:1 \| Ucrania \| Clasificación Mundial 2010 \| 0 \| \| 06-06-2009 \| Alma Ata \| Kazajistán \| 0:4 \| Inglaterra \| Clasificación Mundial 2010 \| 1 \| \| 10-06-2009 \| Londres \| Inglaterra \| 6:0 \| Andorra \| Clasificación Mundial 2010 \| 2 \| \| 12-08-2009 \| Ámsterdam \| Países Bajos \| 2:2 \| Inglaterra \| Amistoso \| 0 \| \| 05-09-2009 \| Londres \| Inglaterra \| 2:1 \| Eslovenia \| Amistoso \| 0 \| \| 09-09-2009 \| Londres \| Inglaterra \| 5:1 \| Croacia \| Clasificación Mundial 2010 \| 1 \| \| 10-10-2009 \| Dnipró \| Ucrania \| 1:0 \| Inglaterra \| Clasificación Mundial 2010 \| 0 \| \| 14-11-2009 \| Doha \| Brasil \| 1:0 \| Inglaterra \| Amistoso \| 0 \| \| 03-03-2010 \| Londres \| Inglaterra \| 1:0 \| Egipto \| Amistoso \| 0 \| \| 24-05-2010 \| Londres \| Inglaterra \| 3:1 \| México \| Amistoso \| 0 \| \| 30-05-2010 \| Graz \| Japón \| 1:2 \| Inglaterra \| Amistoso \| 0 \| \| 12-06-2010 \| Rustemburgo \| Inglaterra \| 1:1 \| Estados Unidos \| Copa Mundial de Fútbol de 2010 \| 0 \| \| 18-06-2010 \| Ciudad del Cabo \| Inglaterra \| 0:0 \| Argelia \| Copa Mundial de Fútbol de 2010 \| 0 \| \| 23-06-2010 \| Port Elizabeth \| Eslovenia \| 0:1 \| Inglaterra \| Copa Mundial de Fútbol de 2010 \| 0 \| \| 27-06-2010 \| Bloemfontein \| Alemania \| 4:1 \| Inglaterra \| Copa Mundial de Fútbol de 2010 \| 0 \| \| 11-08-2010 \| Londres \| Inglaterra \| 2:1 \| Hungría \| Amistoso \| 0 \| \| 03-09-2010 \| Londres \| Inglaterra \| 4:0 \| Bulgaria \| Clasificación Eurocopa 2012 \| 0 \| \| 07-09-2010 \| Basilea \| Suiza \| 1:3 \| Inglaterra \| Clasificación Eurocopa 2012 \| 1 \| \| 12-10-2010 \| Londres \| Inglaterra \| 0:0 \| Montenegro \| Clasificación Eurocopa 2012 \| 0 \| \| 09-02-2011 \| Copenhague \| Dinamarca \| 1:2 \| Inglaterra \| Amistoso \| 0 \| \| 26-03-2011 \| Cardiff \| Gales \| 0:2 \| Inglaterra \| Clasificación Eurocopa 2012 \| 0 \| \| 02-09-2011 \| Sofía \| Bulgaria \| 0:3 \| Inglaterra \| Clasificación Eurocopa 2012 \| 2 \| \| 06-09-2011 \| Londres \| Inglaterra \| 1:0 \| Gales \| Clasificación Eurocopa 2012 \| 0 \| \| 07-10-2011 \| Podgorica \| Montenegro \| 2:2 \| Inglaterra \| Clasificación Eurocopa 2012 \| 0 \| \| 02-06-2012 \| Londres \| Inglaterra \| 1:0 \| Bélgica \| Amistoso \| 0 \| \| 19-06-2012 \| Donetsk \| Inglaterra \| 1:0 \| Ucrania \| Eurocopa 2012 \| 1 \| \| 24-06-2012 \| Kiev \| Inglaterra \| 0:0 / 2:4 \| Italia \| Eurocopa 2012 \| 0 \| \| 12-10-2012 \| Londres \| Inglaterra \| 5:0 \| San Marino \| Clasificación Mundial 2014 \| 2 \| \| 17-10-2012 \| Varsovia \| Polonia \| 1:1 \| Inglaterra \| Clasificación Mundial 2014 \| 1 \| \| 06-02-2013 \| Londres \| Inglaterra \| 2:1 \| Brasil \| Amistoso \| 1 \| \| 22-03-2013 \| Serravalle \| San Marino \| 0:8 \| Inglaterra \| Clasificación Mundial 2014 \| 1 \| \| 26-03-2013 \| Podgorica \| Montenegro \| 1:1 \| Inglaterra \| Clasificación Mundial 2014 \| 1 \| \| 29-05-2013 \| Londres \| Inglaterra \| 1:1 \| Irlanda \| Amistoso \| 0 \| \| 02-06-2013 \| Río de Janeiro \| Brasil \| 2:2 \| Inglaterra \| Amistoso \| 1 \| \| 14-08-2013 \| Londres \| Inglaterra \| 3:2 \| Escocia \| Amistoso \| 0 \| \| 11-10-2013 \| Londres \| Inglaterra \| 4:1 \| Montenegro \| Clasificación Mundial 2014 \| 1 \| \| 15-10-2013 \| Londres \| Inglaterra \| 2:0 \| Polonia \| Clasificación Mundial 2014 \| 1 \| \| 15-11-2013 \| Londres \| Inglaterra \| 0:2 \| Chile \| Amistoso \| 0 \| \| 19-11-2013 \| Londres \| Inglaterra \| 0:1 \| Alemania \| Amistoso \| 0 \| \| 05-03-2014 \| Londres \| Inglaterra \| 1:0 \| Dinamarca \| Amistoso \| 0 \| \| 30-05-2014 \| Londres \| Inglaterra \| 3:0 \| Perú \| Amistoso \| 0 \| \| 04-06-2014 \| Miami Gardens \| Ecuador \| 2:2 \| Inglaterra \| Amistoso \| 1 \| \| 07-06-2014 \| Miami Gardens \| Inglaterra \| 0:0 \| Honduras \| Amistoso \| 0 \| \| 14-06-2014 \| Manaos \| Inglaterra \| 1:2 \| Italia \| Copa Mundial de Fútbol de 2014 \| 0 \| \| 19-06-2014 \| São Paulo \| Uruguay \| 2:1 \| Inglaterra \| Copa Mundial de Fútbol de 2014 \| 1 \| \| 24-06-2014 \| Belo Horizonte \| Costa Rica \| 0:0 \| Inglaterra \| Copa Mundial de Fútbol de 2014 \| 0 \| \| 03-09-2014 \| Londres \| Inglaterra \| 1:0 \| Noruega \| Amistoso \| 1 \| \| 08-09-2014 \| Basilea \| Suiza \| 0:2 \| Inglaterra \| Clasificación Eurocopa 2016 \| 0 \| \| 09-10-2014 \| Londres \| Inglaterra \| 5:0 \| San Marino \| Clasificación Eurocopa 2016 \| 1 \| \| 12-10-2014 \| Tallin \| Estonia \| 0:1 \| Inglaterra \| Clasificación Eurocopa 2016 \| 1 \| \| 15-11-2014 \| Londres \| Inglaterra \| 3:1 \| Eslovenia \| Clasificación Eurocopa 2016 \| 1 \| \| 18-11-2014 \| Glasgow \| Escocia \| 1:3 \| Inglaterra \| Amistoso \| 2 \| \| 27-03-2015 \| Londres \| Inglaterra \| 4:0 \| Lituania \| Clasificación Eurocopa 2016 \| 1 \| \| 31-03-2015 \| Turín \| Italia \| 1:1 \| Inglaterra \| Amistoso \| 0 \| \| 07-06-2015 \| Dublín \| Irlanda \| 0:0 \| Inglaterra \| Amistoso \| 0 \| \| 14-06-2015 \| Liubliana \| Eslovenia \| 2:3 \| Inglaterra \| Clasificación Eurocopa 2016 \| 1 \| \| 05-09-2015 \| Serravalle \| San Marino \| 0:6 \| Inglaterra \| Clasificación Eurocopa 2016 \| 1 \| \| 08-09-2015 \| Londres \| Inglaterra \| 2:0 \| Suiza \| Clasificación Eurocopa 2016 \| 1 \| \| 13-11-2015 \| Alicante \| España \| 2:0 \| Inglaterra \| Amistoso \| 0 \| \| 17-11-2015 \| Londres \| Inglaterra \| 2:0 \| Francia \| Amistoso \| 1 \| \| 27-05-2016 \| Sunderland \| Inglaterra \| 2:1 \| Australia \| Amistoso \| 1 \| \| 02-06-2016 \| Londres \| Inglaterra \| 1:0 \| Portugal \| Amistoso \| 0 \| \| 11-06-2016 \| Marsella \| Inglaterra \| 1:1 \| Rusia \| Eurocopa 2016 \| 0 \| \| 16-06-2016 \| Lens \| Inglaterra \| 2:1 \| Gales \| Eurocopa 2016 \| 0 \| \| 20-06-2016 \| Saint-Étienne \| Eslovaquia \| 0:0 \| Inglaterra \| Eurocopa 2016 \| 0 \| \| 27-06-2016 \| Niza \| Inglaterra \| 1:2 \| Islandia \| Eurocopa 2016 \| 1 \| \| 04-09-2016 \| Trnava \| Eslovaquia \| 0:1 \| Inglaterra \| Clasificación Mundial 2018 \| 0 \| \| 08-10-2016 \| Londres \| Inglaterra \| 2:0 \| Malta \| Clasificación Mundial 2018 \| 0 \| \| 11-10-2016 \| Liubliana \| Eslovenia \| 0:0 \| Inglaterra \| Clasificación Mundial 2018 \| 0 \| \| 11-11-2016 \| Londres \| Inglaterra \| 3:0 \| Escocia \| Clasificación Mundial 2018 \| 0 \| \| 15-11-2018 \| Londres \| Inglaterra \| 3:0 \| Estados Unidos \| Amistoso \| 0 \| \| Total \| \| Presencias \| 120 \| \| Goles \| 53 \| |                 |                     |           |                     |                                |       |
| Fecha | Ciudad          | Local               | Resultado | Visitante           | Competencia                    | Goles |
| 12-02-2003 | Londres         | Inglaterra          | 1:3       | Australia           | Amistoso                       | 0     |
| 29-03-2003 | Vaduz           | Liechtenstein       | 0:2       | Inglaterra          | Clasificación Eurocopa 2004    | 0     |
| 02-04-2003 | Sunderland      | Inglaterra          | 2:0       | Turquía             | Clasificación Eurocopa 2004    | 0     |
| 03-06-2003 | Leicester       | Inglaterra          | 2:1       | Serbia y Montenegro | Amistoso                       | 0     |
| 11-06-2003 | Middlesbrough   | Inglaterra          | 2:1       | Eslovaquia          | Clasificación Eurocopa 2004    | 0     |
| 06-09-2003 | Skopie          | Macedonia del Norte | 1:2       | Inglaterra          | Clasificación Eurocopa 2004    | 1     |
| 10-09-2003 | Mánchester      | Inglaterra          | 2:0       | Liechtenstein       | Clasificación Eurocopa 2004    | 1     |
| 11-10-2003 | Estambul        | Turquía             | 0:0       | Inglaterra          | Clasificación Eurocopa 2004    | 0     |
| 16-11-2003 | Mánchester      | Inglaterra          | 2:3       | Dinamarca           | Amistoso                       | 1     |
| 18-02-2004 | Faro            | Portugal            | 1:1       | Inglaterra          | Amistoso                       | 0     |
| 31-03-2004 | Gotemburgo      | Suecia              | 1:0       | Inglaterra          | Amistoso                       | 0     |
| 01-06-2004 | Mánchester      | Inglaterra          | 1:1       | Japón               | Amistoso                       | 0     |
| 05-06-2004 | Mánchester      | Inglaterra          | 6:1       | Islandia            | Amistoso                       | 2     |
| 13-06-2004 | Lisboa          | Francia             | 2:1       | Inglaterra          | Eurocopa 2004                  | 0     |
| 17-06-2004 | Coímbra         | Inglaterra          | 3:0       | Suiza               | Eurocopa 2004                  | 2     |
| 21-06-2004 | Lisboa          | Croacia             | 2:4       | Inglaterra          | Eurocopa 2004                  | 2     |
| 24-06-2004 | Lisboa          | Portugal            | 2:2 / 6:5 | Inglaterra          | Eurocopa 2004                  | 0     |
| 09-10-2004 | Mánchester      | Inglaterra          | 2:0       | Gales               | Clasificación Mundial 2006     | 0     |
| 13-10-2004 | Bakú            | Azerbaiyán          | 0:1       | Inglaterra          | Clasificación Mundial 2006     | 0     |
| 17-11-2004 | Madrid          | España              | 1:0       | Inglaterra          | Amistoso                       | 0     |
| 09-02-2005 | Birmingham      | Inglaterra          | 0:0       | Países Bajos        | Amistoso                       | 0     |
| 26-03-2005 | Mánchester      | Inglaterra          | 4:0       | Irlanda del Norte   | Clasificación Mundial 2006     | 0     |
| 30-03-2005 | Newcastle       | Inglaterra          | 2:0       | Azerbaiyán          | Clasificación Mundial 2006     | 0     |
| 17-08-2005 | Copenhague      | Dinamarca           | 4:1       | Inglaterra          | Amistoso                       | 1     |
| 03-09-2005 | Cardiff         | Gales               | 0:1       | Inglaterra          | Clasificación Mundial 2006     | 0     |
| 07-09-2005 | Belfast         | Irlanda del Norte   | 1:0       | Inglaterra          | Clasificación Mundial 2006     | 0     |
| 08-10-2005 | Mánchester      | Inglaterra          | 2:1       | Polonia             | Clasificación Mundial 2006     | 0     |
| 12-11-2005 | Ginebra         | Inglaterra          | 3:2       | Argentina           | Amistoso                       | 1     |
| 01-03-2006 | Liverpool       | Inglaterra          | 2:1       | Uruguay             | Amistoso                       | 0     |
| 15-06-2006 | Núremberg       | Inglaterra          | 2:0       | Trinidad y Tobago   | Copa Mundial de Fútbol de 2006 | 0     |
| 20-06-2006 | Colonia         | Suecia              | 2:2       | Inglaterra          | Copa Mundial de Fútbol de 2006 | 0     |
| 25-06-2006 | Stuttgart       | Inglaterra          | 1:0       | Ecuador             | Copa Mundial de Fútbol de 2006 | 0     |
| 01-07-2006 | Gelsenkirchen   | Inglaterra          | 0:0 / 1:3 | Portugal            | Copa Mundial de Fútbol de 2006 | 0     |
| 07-10-2006 | Mánchester      | Inglaterra          | 0:0       | Macedonia del Norte | Clasificación Eurocopa 2008    | 0     |
| 11-10-2006 | Zagreb          | Croacia             | 2:0       | Inglaterra          | Clasificación Eurocopa 2008    | 0     |
| 15-11-2006 | Ámsterdam       | Países Bajos        | 1:1       | Inglaterra          | Amistoso                       | 1     |
| 24-03-2007 | Tel Aviv        | Israel              | 0:0       | Inglaterra          | Clasificación Eurocopa 2008    | 0     |
| 28-03-2007 | Barcelona       | Andorra             | 0:3       | Inglaterra          | Clasificación Eurocopa 2008    | 0     |
| 13-10-2007 | Londres         | Inglaterra          | 3:0       | Estonia             | Clasificación Eurocopa 2008    | 1     |
| 17-10-2007 | Moscú           | Rusia               | 2:1       | Inglaterra          | Clasificación Eurocopa 2008    | 1     |
| 06-02-2008 | Londres         | Inglaterra          | 2:1       | Suiza               | Amistoso                       | 0     |
| 26-03-2008 | Saint-Denis     | Francia             | 1:0       | Inglaterra          | Amistoso                       | 0     |
| 28-05-2008 | Londres         | Inglaterra          | 2:0       | Estados Unidos      | Amistoso                       | 0     |
| 20-08-2008 | Londres         | Inglaterra          | 2:2       | República Checa     | Amistoso                       | 0     |
| 06-09-2008 | Barcelona       | Andorra             | 0:2       | Inglaterra          | Clasificación Mundial 2010     | 0     |
| 10-09-2008 | Zagreb          | Croacia             | 1:4       | Inglaterra          | Clasificación Mundial 2010     | 1     |
| 11-10-2008 | Londres         | Inglaterra          | 5:1       | Kazajistán          | Clasificación Mundial 2010     | 2     |
| 15-10-2008 | Minsk           | Bielorrusia         | 1:3       | Inglaterra          | Clasificación Mundial 2010     | 2     |
| 28-03-2009 | Londres         | Inglaterra          | 4:0       | Eslovaquia          | Amistoso                       | 2     |
| 01-04-2009 | Londres         | Inglaterra          | 2:1       | Ucrania             | Clasificación Mundial 2010     | 0     |
| 06-06-2009 | Alma Ata        | Kazajistán          | 0:4       | Inglaterra          | Clasificación Mundial 2010     | 1     |
| 10-06-2009 | Londres         | Inglaterra          | 6:0       | Andorra             | Clasificación Mundial 2010     | 2     |
| 12-08-2009 | Ámsterdam       | Países Bajos        | 2:2       | Inglaterra          | Amistoso                       | 0     |
| 05-09-2009 | Londres         | Inglaterra          | 2:1       | Eslovenia           | Amistoso                       | 0     |
| 09-09-2009 | Londres         | Inglaterra          | 5:1       | Croacia             | Clasificación Mundial 2010     | 1     |
| 10-10-2009 | Dnipró          | Ucrania             | 1:0       | Inglaterra          | Clasificación Mundial 2010     | 0     |
| 14-11-2009 | Doha            | Brasil              | 1:0       | Inglaterra          | Amistoso                       | 0     |
| 03-03-2010 | Londres         | Inglaterra          | 1:0       | Egipto              | Amistoso                       | 0     |
| 24-05-2010 | Londres         | Inglaterra          | 3:1       | México              | Amistoso                       | 0     |
| 30-05-2010 | Graz            | Japón               | 1:2       | Inglaterra          | Amistoso                       | 0     |
| 12-06-2010 | Rustemburgo     | Inglaterra          | 1:1       | Estados Unidos      | Copa Mundial de Fútbol de 2010 | 0     |
| 18-06-2010 | Ciudad del Cabo | Inglaterra          | 0:0       | Argelia             | Copa Mundial de Fútbol de 2010 | 0     |
| 23-06-2010 | Port Elizabeth  | Eslovenia           | 0:1       | Inglaterra          | Copa Mundial de Fútbol de 2010 | 0     |
| 27-06-2010 | Bloemfontein    | Alemania            | 4:1       | Inglaterra          | Copa Mundial de Fútbol de 2010 | 0     |
| 11-08-2010 | Londres         | Inglaterra          | 2:1       | Hungría             | Amistoso                       | 0     |
| 03-09-2010 | Londres         | Inglaterra          | 4:0       | Bulgaria            | Clasificación Eurocopa 2012    | 0     |
| 07-09-2010 | Basilea         | Suiza               | 1:3       | Inglaterra          | Clasificación Eurocopa 2012    | 1     |
| 12-10-2010 | Londres         | Inglaterra          | 0:0       | Montenegro          | Clasificación Eurocopa 2012    | 0     |
| 09-02-2011 | Copenhague      | Dinamarca           | 1:2       | Inglaterra          | Amistoso                       | 0     |
| 26-03-2011 | Cardiff         | Gales               | 0:2       | Inglaterra          | Clasificación Eurocopa 2012    | 0     |
| 02-09-2011 | Sofía           | Bulgaria            | 0:3       | Inglaterra          | Clasificación Eurocopa 2012    | 2     |
| 06-09-2011 | Londres         | Inglaterra          | 1:0       | Gales               | Clasificación Eurocopa 2012    | 0     |
| 07-10-2011 | Podgorica       | Montenegro          | 2:2       | Inglaterra          | Clasificación Eurocopa 2012    | 0     |
| 02-06-2012 | Londres         | Inglaterra          | 1:0       | Bélgica             | Amistoso                       | 0     |
| 19-06-2012 | Donetsk         | Inglaterra          | 1:0       | Ucrania             | Eurocopa 2012                  | 1     |
| 24-06-2012 | Kiev            | Inglaterra          | 0:0 / 2:4 | Italia              | Eurocopa 2012                  | 0     |
| 12-10-2012 | Londres         | Inglaterra          | 5:0       | San Marino          | Clasificación Mundial 2014     | 2     |
| 17-10-2012 | Varsovia        | Polonia             | 1:1       | Inglaterra          | Clasificación Mundial 2014     | 1     |
| 06-02-2013 | Londres         | Inglaterra          | 2:1       | Brasil              | Amistoso                       | 1     |
| 22-03-2013 | Serravalle      | San Marino          | 0:8       | Inglaterra          | Clasificación Mundial 2014     | 1     |
| 26-03-2013 | Podgorica       | Montenegro          | 1:1       | Inglaterra          | Clasificación Mundial 2014     | 1     |
| 29-05-2013 | Londres         | Inglaterra          | 1:1       | Irlanda             | Amistoso                       | 0     |
| 02-06-2013 | Río de Janeiro  | Brasil              | 2:2       | Inglaterra          | Amistoso                       | 1     |
| 14-08-2013 | Londres         | Inglaterra          | 3:2       | Escocia             | Amistoso                       | 0     |
| 11-10-2013 | Londres         | Inglaterra          | 4:1       | Montenegro          | Clasificación Mundial 2014     | 1     |
| 15-10-2013 | Londres         | Inglaterra          | 2:0       | Polonia             | Clasificación Mundial 2014     | 1     |
| 15-11-2013 | Londres         | Inglaterra          | 0:2       | Chile               | Amistoso                       | 0     |
| 19-11-2013 | Londres         | Inglaterra          | 0:1       | Alemania            | Amistoso                       | 0     |
| 05-03-2014 | Londres         | Inglaterra          | 1:0       | Dinamarca           | Amistoso                       | 0     |
| 30-05-2014 | Londres         | Inglaterra          | 3:0       | Perú                | Amistoso                       | 0     |
| 04-06-2014 | Miami Gardens   | Ecuador             | 2:2       | Inglaterra          | Amistoso                       | 1     |
| 07-06-2014 | Miami Gardens   | Inglaterra          | 0:0       | Honduras            | Amistoso                       | 0     |
| 14-06-2014 | Manaos          | Inglaterra          | 1:2       | Italia              | Copa Mundial de Fútbol de 2014 | 0     |
| 19-06-2014 | São Paulo       | Uruguay             | 2:1       | Inglaterra          | Copa Mundial de Fútbol de 2014 | 1     |
| 24-06-2014 | Belo Horizonte  | Costa Rica          | 0:0       | Inglaterra          | Copa Mundial de Fútbol de 2014 | 0     |
| 03-09-2014 | Londres         | Inglaterra          | 1:0       | Noruega             | Amistoso                       | 1     |
| 08-09-2014 | Basilea         | Suiza               | 0:2       | Inglaterra          | Clasificación Eurocopa 2016    | 0     |
| 09-10-2014 | Londres         | Inglaterra          | 5:0       | San Marino          | Clasificación Eurocopa 2016    | 1     |
| 12-10-2014 | Tallin          | Estonia             | 0:1       | Inglaterra          | Clasificación Eurocopa 2016    | 1     |
| 15-11-2014 | Londres         | Inglaterra          | 3:1       | Eslovenia           | Clasificación Eurocopa 2016    | 1     |
| 18-11-2014 | Glasgow         | Escocia             | 1:3       | Inglaterra          | Amistoso                       | 2     |
| 27-03-2015 | Londres         | Inglaterra          | 4:0       | Lituania            | Clasificación Eurocopa 2016    | 1     |
| 31-03-2015 | Turín           | Italia              | 1:1       | Inglaterra          | Amistoso                       | 0     |
| 07-06-2015 | Dublín          | Irlanda             | 0:0       | Inglaterra          | Amistoso                       | 0     |
| 14-06-2015 | Liubliana       | Eslovenia           | 2:3       | Inglaterra          | Clasificación Eurocopa 2016    | 1     |
| 05-09-2015 | Serravalle      | San Marino          | 0:6       | Inglaterra          | Clasificación Eurocopa 2016    | 1     |
| 08-09-2015 | Londres         | Inglaterra          | 2:0       | Suiza               | Clasificación Eurocopa 2016    | 1     |
| 13-11-2015 | Alicante        | España              | 2:0       | Inglaterra          | Amistoso                       | 0     |
| 17-11-2015 | Londres         | Inglaterra          | 2:0       | Francia             | Amistoso                       | 1     |
| 27-05-2016 | Sunderland      | Inglaterra          | 2:1       | Australia           | Amistoso                       | 1     |
| 02-06-2016 | Londres         | Inglaterra          | 1:0       | Portugal            | Amistoso                       | 0     |
| 11-06-2016 | Marsella        | Inglaterra          | 1:1       | Rusia               | Eurocopa 2016                  | 0     |
| 16-06-2016 | Lens            | Inglaterra          | 2:1       | Gales               | Eurocopa 2016                  | 0     |
| 20-06-2016 | Saint-Étienne   | Eslovaquia          | 0:0       | Inglaterra          | Eurocopa 2016                  | 0     |
| 27-06-2016 | Niza            | Inglaterra          | 1:2       | Islandia            | Eurocopa 2016                  | 1     |
| 04-09-2016 | Trnava          | Eslovaquia          | 0:1       | Inglaterra          | Clasificación Mundial 2018     | 0     |
| 08-10-2016 | Londres         | Inglaterra          | 2:0       | Malta               | Clasificación Mundial 2018     | 0     |
| 11-10-2016 | Liubliana       | Eslovenia           | 0:0       | Inglaterra          | Clasificación Mundial 2018     | 0     |
| 11-11-2016 | Londres         | Inglaterra          | 3:0       | Escocia             | Clasificación Mundial 2018     | 0     |
| 15-11-2018 | Londres         | Inglaterra          | 3:0       | Estados Unidos      | Amistoso                       | 0     |
| Total |                 | Presencias          | 120       |                     | Goles                          | 53    |

#### Resumen estadístico
| Competición           | Partidos | Goles | Promedio |
| --------------------- | -------- | ----- | -------- |
| Primera División      | 541      | 231   | 0,43     |
| Segunda División      | 30       | 6     | 0,20     |
| Copas nacionales      | 83       | 33    | 0,40     |
| Copas internacionales | 109      | 43    | 0,39     |
| Selección sub-15      | 4        | 2     | 0,50     |
| Selección sub-16      | 4        | 0     | 0        |
| Selección sub-17      | 12       | 7     | 0,58     |
| Selección sub-19      | 1        | 0     | 0        |
| Selección absoluta    | 120      | 53    | 0,44     |
| Total                 | 904      | 375   | 0,41     |

### Como entrenador
| Equipo                     | Div.                | Temporada           | Liga  | Liga | Liga | Liga | Liga |       | Copa | Copa | Copa | Copa  |   | Internacional | Internacional | Internacional | Internacional | Internacional |   | Otros | Otros | Otros | Otros |    | Totales     | Totales | Totales | Totales | Totales | Totales | Totales | Totales | Totales |
| Equipo                     | Div.                | Temporada           | Part. | G    | E    | P    | Pos. | Part. | G    | E    | P    | Part. | G | E             | P             | Pos.          | Part.         | G             | E | P     | Part. | G     | E     | P  | Rendimiento | GF      | GC      | Dif.    | Ptos.   |         |         |         |         |
| -------------------------- | ------------------- | ------------------- | ----- | ---- | ---- | ---- | ---- | ----- | ---- | ---- | ---- | ----- | - | ------------- | ------------- | ------------- | ------------- | ------------- | - | ----- | ----- | ----- | ----- | -- | ----------- | ------- | ------- | ------- | ------- | ------- | ------- | ------- | ------- |
| Derby County Inglaterra    | 2.ª                 | 2020-21             | 35    | 10   | 8    | 17   | 21.º | 1     | 0    | 0    | 1    | -     | - | -             | -             | -             | -             | -             | - | -     | 36    | 10    | 8     | 18 | 35.19%      | 31      | 44      | -13     | 38      |         |         |         |         |
| Derby County Inglaterra    | 2.ª                 | 2021-22             | 46    | 14   | 13   | 19   | 23.º | 3     | 0    | 1    | 2    | -     | - | -             | -             | -             | -             | -             | - | -     | 49    | 14    | 14    | 21 | 38.09%      | 49      | 59      | -10     | 56      |         |         |         |         |
| Derby County Inglaterra    | Total               | Total               | 81    | 24   | 21   | 36   | -    | 4     | 0    | 1    | 3    | -     | - | -             | -             | -             | -             | -             | - | -     | 85    | 24    | 22    | 39 | 36.87%      | 80      | 103     | -23     | 94      |         |         |         |         |
| D.C. United Estados Unidos | 1.ª                 | 2022                | 14    | 2    | 3    | 9    | 28.º | -     | -    | -    | -    | -     | - | -             | -             | -             | -             | -             | - | -     | 14    | 2     | 3     | 9  | 21.43%      | 10      | 28      | -18     | 9       |         |         |         |         |
| D.C. United Estados Unidos | 1.ª                 | 2023                | 34    | 10   | 10   | 14   | 23.º | 2     | 1    | 0    | 1    | 3     | 1 | 1             | 1             | 1/16          | -             | -             | - | -     | 39    | 12    | 11    | 16 | 40.17%      | 47      | 53      | -6      | 47      |         |         |         |         |
| D.C. United Estados Unidos | Total               | Total               | 48    | 12   | 13   | 23   | -    | 2     | 1    | 0    | 1    | 3     | 1 | 1             | 1             | -             | -             | -             | - | -     | 53    | 14    | 14    | 25 | 35.23%      | 57      | 81      | -24     | 56      |         |         |         |         |
| Birmingham City Inglaterra | 2.ª                 | 2023-24             | 15    | 2    | 4    | 9    | Inc. | -     | -    | -    | -    | -     | - | -             | -             | -             | -             | -             | - | -     | 15    | 2     | 4     | 9  | 22.22%      | 15      | 30      | -15     | 10      |         |         |         |         |
| Birmingham City Inglaterra | Total               | Total               | 15    | 2    | 4    | 9    | -    | -     | -    | -    | -    | -     | - | -             | -             | -             | -             | -             | - | -     | 15    | 2     | 4     | 9  | 22.22%      | 15      | 30      | -15     | 10      |         |         |         |         |
| Plymouth Argyle Inglaterra | 2.ª                 | 2024-25             | 23    | 4    | 6    | 13   | Inc. | 2     | 1    | 0    | 1    | -     | - | -             | -             | -             | -             | -             | - | -     | 25    | 5     | 6     | 14 | 28%         | 25      | 53      | -28     | 21      |         |         |         |         |
| Plymouth Argyle Inglaterra | Total               | Total               | 23    | 4    | 6    | 13   | -    | 2     | 1    | 0    | 1    | -     | - | -             | -             | -             | -             | -             | - | -     | 25    | 5     | 6     | 14 | 28%         | 25      | 53      | -28     | 21      |         |         |         |         |
| Total en su carrera        | Total en su carrera | Total en su carrera | 167   | 42   | 44   | 81   | -    | 8     | 2    | 1    | 5    | 3     | 1 | 1             | 1             | -             | -             | -             | - | -     | 178   | 45    | 46    | 87 | 33.89%      | 177     | 267     | -90     | 181     |         |         |         |         |
| 1. 2.                      |                     |                     |       |      |      |      |      |       |      |      |      |       |   |               |               |               |               |               |   |       |       |       |       |    |             |         |         |         |         |         |         |         |         |

#### Resumen por competiciones
| Competición   | Partidos | Ganados | Empatados | Perdidos | Efectividad % |
| ------------- | -------- | ------- | --------- | -------- | ------------- |
| Championship  | 119      | 30      | 31        | 58       | 33.89%        |
| FA Cup        | 2        | 0       | 0         | 2        | 0%            |
| EFL Cup       | 4        | 1       | 1         | 2        | 33.33%        |
| MLS           | 48       | 12      | 13        | 23       | 34.03%        |
| U.S. Open Cup | 2        | 1       | 0         | 1        | 50%           |
| Leagues Cup   | 3        | 1       | 1         | 1        | 44.44%        |
| TOTAL         | 178      | 45      | 46        | 87       | 33.89%        |

## Palmarés

### Como futbolista

#### Títulos nacionales
| Título           | Club              | País       | Año     |
| ---------------- | ----------------- | ---------- | ------- |
| Copa de la Liga  | Manchester United | Inglaterra | 2005-06 |
| Premier League   | Manchester United | Inglaterra | 2006-07 |
| Community Shield | Manchester United | Inglaterra | 2007    |
| Premier League   | Manchester United | Inglaterra | 2007-08 |
| Premier League   | Manchester United | Inglaterra | 2008-09 |
| Copa de la Liga  | Manchester United | Inglaterra | 2009-10 |
| Community Shield | Manchester United | Inglaterra | 2010    |
| Premier League   | Manchester United | Inglaterra | 2010-11 |
| Community Shield | Manchester United | Inglaterra | 2011    |
| Premier League   | Manchester United | Inglaterra | 2012-13 |
| FA Cup           | Manchester United | Inglaterra | 2015-16 |
| Community Shield | Manchester United | Inglaterra | 2016    |
| Copa de la Liga  | Manchester United | Inglaterra | 2016-17 |

#### Títulos internacionales
| Título                 | Club              | Sede  | Año     |
| ---------------------- | ----------------- | ----- | ------- |
| Liga de Campeones      | Manchester United | Moscú | 2007-08 |
| Copa Mundial de Clubes | Manchester United | Japón | 2008    |
| Liga Europa de la UEFA | Manchester United | Solna | 2016-17 |

#### Distinciones individuales
| Distinción                                          | Año     |
| --------------------------------------------------- | ------- |
| Deportista Joven del Año de la BBC.                 | 2002    |
| Trofeo Bravo.                                       | 2003    |
| Equipo ideal de la Eurocopa.                        | 2004    |
| Premio PFA al jugador joven del año.                | 2004-05 |
| Premio FIFpro al Mejor Futbolista Joven.            | 2004-05 |
| Futbolista del Mes en la Premier League (febrero)   | 2005    |
| Futbolista del Mes en la Premier League (diciembre) | 2005    |
| Premio PFA al jugador joven del año.                | 2005-06 |
| Premio PFA Fan's al jugador del año                 | 2005-06 |
| Equipo del Año de la PFA                            | 2005-06 |
| Premio Sir Matt Busby al jugador del año            | 2005-06 |
| Futbolista del Mes en la Premier League (marzo)     | 2006    |
| Futbolista del Mes en la Premier League (octubre).  | 2007    |
| Futbolista inglés del año.                          | 2008    |
| Mejor jugador de la Copa Mundial de Clubes          | 2008    |
| Goleador de la Copa Mundial de Clubes               | 2008    |
| Futbolista inglés del año.                          | 2009    |
| Premio PFA Fan's al jugador del año                 | 2009-10 |
| Premio PFA al jugador del año.                      | 2009-10 |
| Equipo del Año de la PFA                            | 2009-10 |
| Premio FWA al jugador del año.                      | 2009-10 |
| Premio Sir Matt Busby al jugador del año            | 2009-10 |
| Futbolista Barclays de la temporada.                | 2009-10 |
| Golden Boot Landmark Award                          | 2009-10 |
| Futbolista del Mes en la Premier League (enero)     | 2010    |
| FIFA/FIFPro World XI                                | 2011    |
| Equipo del Año de la PFA                            | 2011-12 |
| Futbolista inglés del año.                          | 2014    |
| Futbolista inglés del año.                          | 2015    |
| Premier League Goal of the Month (noviembre)        | 2017    |
| MLS Best XI                                         | 2018    |
| MLS All-Star                                        | 2019    |

## Vida privada

### Familia

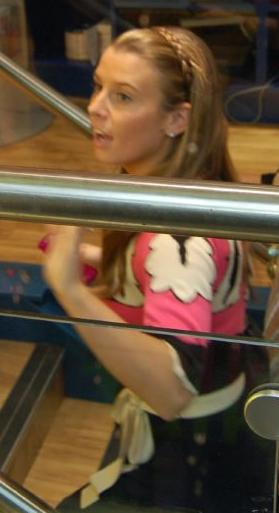
Coleen Rooney (esposa de Rooney) en octubre de 2006.

Wayne Rooney nació el 24 de octubre de 1985 en Croxteth, un suburbio de la ciudad de Liverpool, Inglaterra. Es el primer hijo de la pareja formada por Thomas Wayne y Jeanette Marie Rooney (ambos de ascendencia irlandesa). Tiene dos hermanos llamados Graeme y John (el cual también es futbolista y actualmente pertenece al Barrow A. F. C. de la English Football League Two) con los que se crio en Croxteth, los tres asistieron al Colegio de Humanidades de La Salle ubicado en Liverpool. Rooney está casado con Coleen McLoughlin, a quien conoció mientras cursaban el último año de secundaria. Contrajeron matrimonio después de seis años de noviazgo, el 12 de junio de 2008 en La Cervara, un monasterio ubicado en la ciudad de Génova.
La boda ha causado controversia con la Iglesia católica, la cual le había solicitado a la pareja que cambiara la sede de la ceremonia. Sin embargo, ignoraron el pedido y la boda se realizó en el monasterio, razón por la cual el matrimonio ha sido considerado como no válido. Rooney tiene un tatuaje que dice "Just Enough Education to Perform", nombre de uno de los álbumes de la banda de rock Stereophonics, quienes fueron los encargados de tocar en la recepción. Tiene junto a Coleen cuatro hijos llamados Kai Wayne nacido el 2 de noviembre de 2009, Klay Anthony nacido el 21 de mayo de 2013, Kit Joseph nacido el 24 de enero de 2016, y Cass Mac nacido el 15 de febrero de 2018. Wayne junto con su familia residen en una mansión de 4 millones de libras ubicada en la población de Prestbury, que fue construida por una empresa propiedad de Dawn Ward (esposa del exdelantero del Sheffield United Ashley Ward), además también posee propiedades en Port Charlotte, Florida.
El 5 de septiembre de 2010 salió a la luz un escándalo sexual en el que Rooney se vio implicado con una joven prostituta de 21 años llamada Jenny Thompson. El futbolista internacional inglés mantuvo relaciones sexuales con Thompson, al menos en siete ocasiones durante cuatro meses durante el embarazo de su esposa, Coleen McLoughlin. El 6 de septiembre, el tabloide Daily Mail informó de la seria crisis que vive la pareja, ya que Coleen y el hijo de ambos, Kai, se refugiaron en casa de los padres de Coleen durante el escándalo.

### Intereses comerciales
El 9 de marzo de 2006, firmó un contrato con la editorial HarperCollins por 5 millones de libras más regalías para publicar un mínimo de cinco libros en un período de doce años. El primero fue My Story So Far, una autobiografía de Rooney escrita por Hunter Davies y publicada después de la Copa del Mundo, el segundo libro llamado The Official Wayne Rooney Annual tuvo como objetivo el mercado de adolescentes y fue editado por el periodista Chris Hunt. En abril de 2006, recibió 100.000 libras como compensación por daños y perjuicios por difamación de los tabloides The Sun y News of the World, quienes afirmaron que había asaltado un club nocturno. El dinero recibido fue donado para obras de caridad.
En julio del mismo año, los abogados de Rooney acudieron a la Organización Mundial de la Propiedad Intelectual de las Naciones Unidas para solicitar el control de los dominios de internet waynerooney.com y waynerooney.co.uk, ambos registrados en 2002 por el actor galés Huw Marshall; tres meses después la OMPI le concedió todos los derechos del dominio waynerooney.com. Rooney tiene contratos de patrocinio con marcas como Nike, Nokia, Ford Motor Company, ASDA y Coca-Cola. Ha aparecido en la portada de la serie de videojuegos FIFA desde la versión FIFA 06 hasta el FIFA 12.